# Österreich 2021
Dieser Artikel listet Ereignisse des Jahres 2021 in Österreich auf.

## Allgemein
- 7. Jänner: Elisabeth Puchhammer-Stöckl wird vom Klub der Bildungs- und Wissenschaftsjournalisten zur österreichischen Wissenschafterin des Jahres 2020 gewählt.[1]

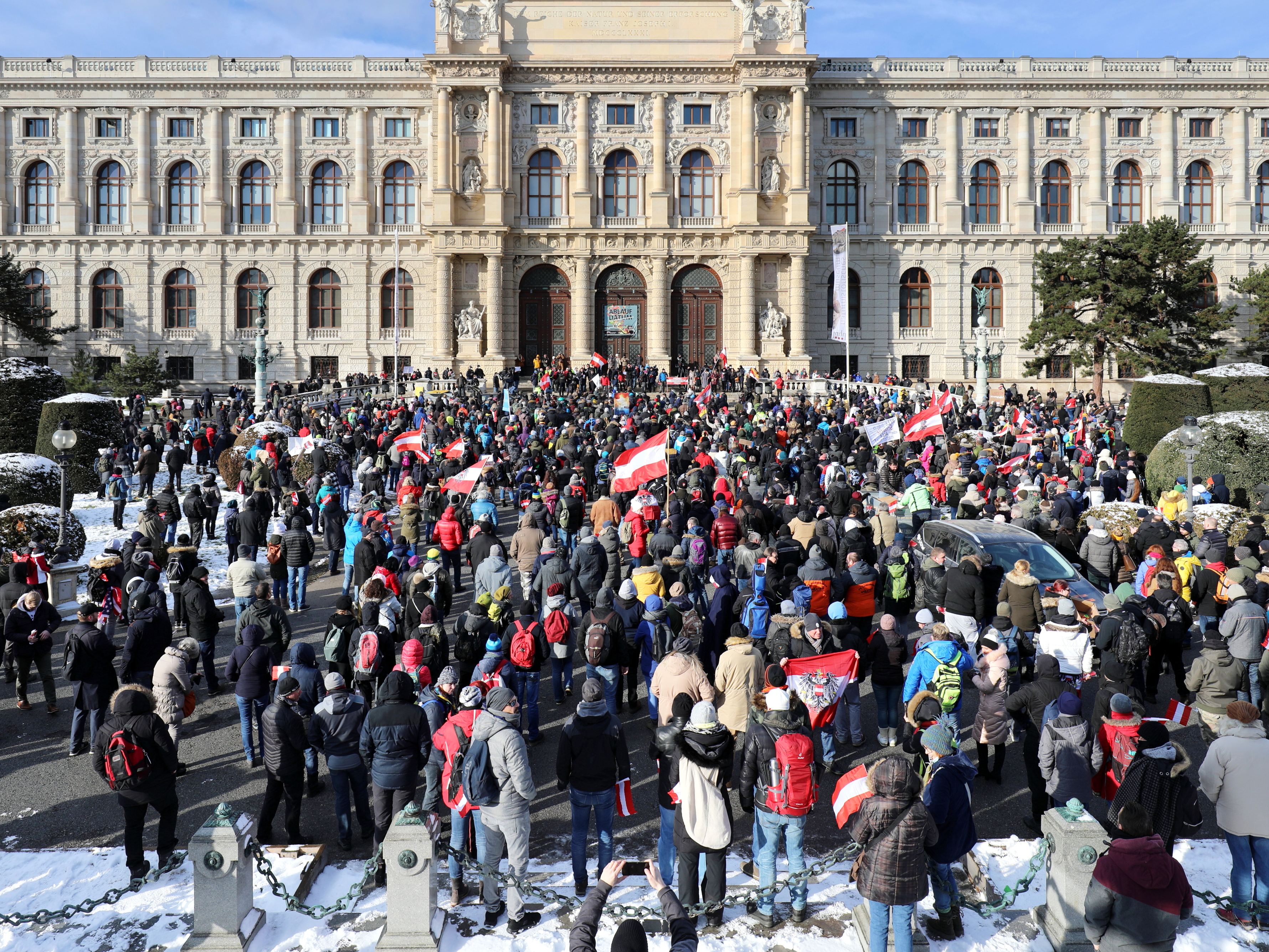
Anti-Corona-Demonstration am 16. Jänner in Wien

- 16. Jänner: Anti-Corona-Großdemonstration in Wien mit rund 10.000 Teilnehmern laut Polizei und 50.000 laut Veranstaltern.[2]
- 10. April bis 31. Oktober: Steiermark-Schau
- 24. April bis 7. November: Oberösterreichische Landesausstellung 2021[3]
- 22. Juni: Der Wittgenstein-Preis 2021 wird Monika Henzinger zuerkannt
- 16. bis 20. Juni: Ingeborg-Bachmann-Preis 2021
- Juli: Unwetter in Österreich 2021
- 24. Juli: Baden bei Wien wird als eine von elf bedeutenden europäischen Kurstädten zum Weltkulturerbe erhoben
- 30. Juli: Der Donaulimes wird als Teil des Römischen Limes zum Welterbe erhoben.
- 18. August bis 3. September: Europäisches Forum Alpbach
- 9. September bis 10. Oktober: Festival für zeitgenössische Kunst Steirischer Herbst

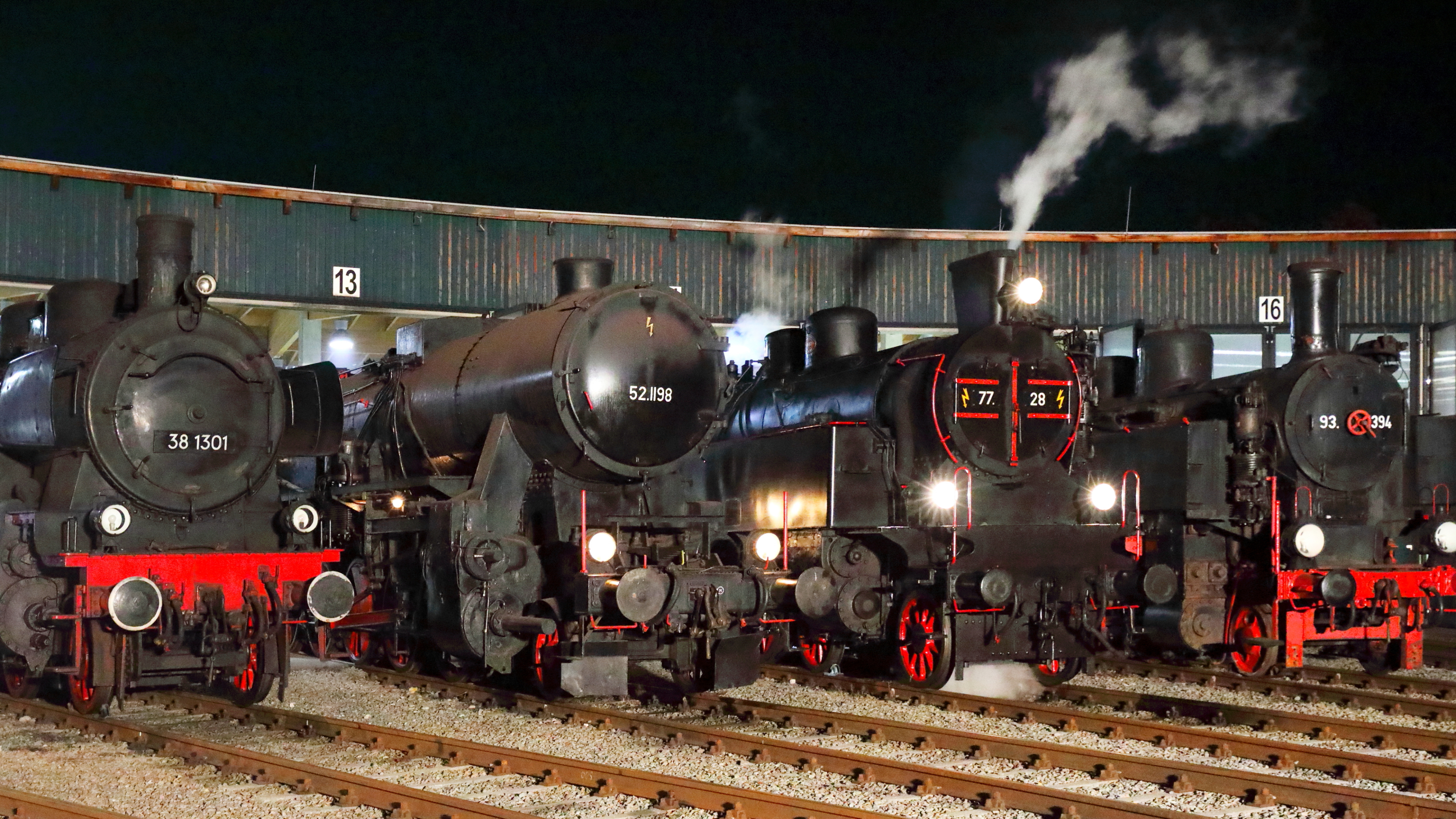
Dampflokomotivenparade bei der 21. Langen Nacht der Museen vor dem Ringlokschuppen des Eisenbahn- und Bergbaumuseums in Ampflwang

- 26. September: Tag des Denkmals 2021
- 2. Oktober: Lange Nacht der Museen[4]
- 20. Oktober: Verleihung der Auszeichnung Österreicher des Jahres 2021
- 25. Oktober: Verleihung der Big Brother Awards im Wiener Rabenhof Theater
- 26. Oktober: Finale von 9 Plätze – 9 Schätze
- 8. November: Verleihung des Österreichischen Buchpreises 2021. Ausgezeichnet wird Dave von  Raphaela Edelbauer, der Debütpreis geht an Revolver Christi von Anna Albinus.[5]

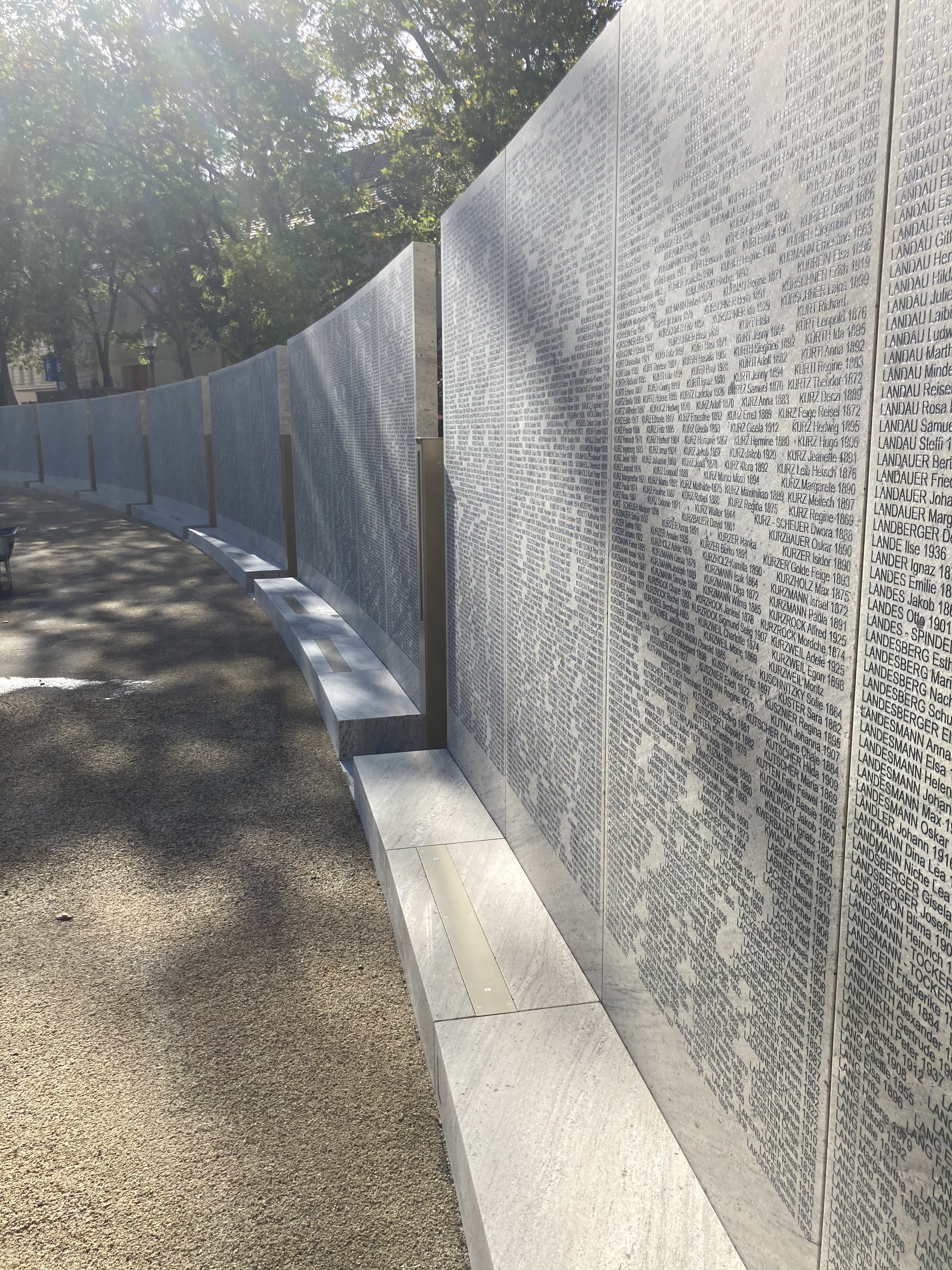
Shoah Namensmauern in Wien

- 9. November: Die Gedenkstätte für die in der Shoah ermordeten Jüdischen Kinder, Frauen und Männer aus Österreich wird der Öffentlichkeit übergeben
- 10. bis 14. November: Buch Wien
- 20. November: Mit offiziell rd. 40.000 Teilnehmern die bis dato größte Anti-Corona-Maßnahmen-Demonstranten in Wien
- 1. Dezember: Das Bundesamt für Verfassungsschutz und Terrorismusbekämpfung (BVT) wird in die neu geschaffene Direktion für Staatsschutz und Nachrichtendienst (DSN) unter der Leitung von Omar Haijawi-Pirchner überführt
- 2. Dezember: Das Wort „Schattenkanzler“ wird zum Österreichischen Wort des Jahres 2021 gewählt, Unwort wird „Querdenker“. Spruch des Jahres wird „Eli, es ist vorbei!“ von Matthias Strolz, Unspruch des Jahres „Bitte. Kann ich ein Bundesland aufhetzen?“ von Sebastian Kurz.[6][7]

### Google-Suchbegriffe des Jahres 2021 in Österreich
- Suchbegriffe des Jahres: 1. EM, 2. Corona, 3. Alles gurgelt, 4. Lockdown, 5. Champions League
- Promis Österreich: 1. Sebastian Kurz, 2. Alexander Schallenberg, 3. Dominic Thiem, 4. Marko Arnautović, 5. Christine Aschbacher, 6. Wolfgang Mückstein, 7. Marcel Hirscher, 8. Kathrin Glock, 9. Herbert Kickl, 10. Manfred Haimbuchner
- Klima, Natur & Umwelt: 1. Erhöhte Gewitterwarnung, 2. Hohe Hitzewarnung, 3. Klimaticket, 4. Tornado Tschechien, 5. Erdbeben Wien
- COVID-19-Pandemie: 1. Corona, 2. Alles gurgelt, 3. Lockdown, 4. Corona-Zahlen, 5. Grüner Pass
- Chronik Österreich: 1. FFP2 Maske kaufen, 3. Einreise Italien, 3. Einreise Österreich, 4. Impfquote Österreich, 5. 3G am Arbeitsplatz[8][9]

## Politik

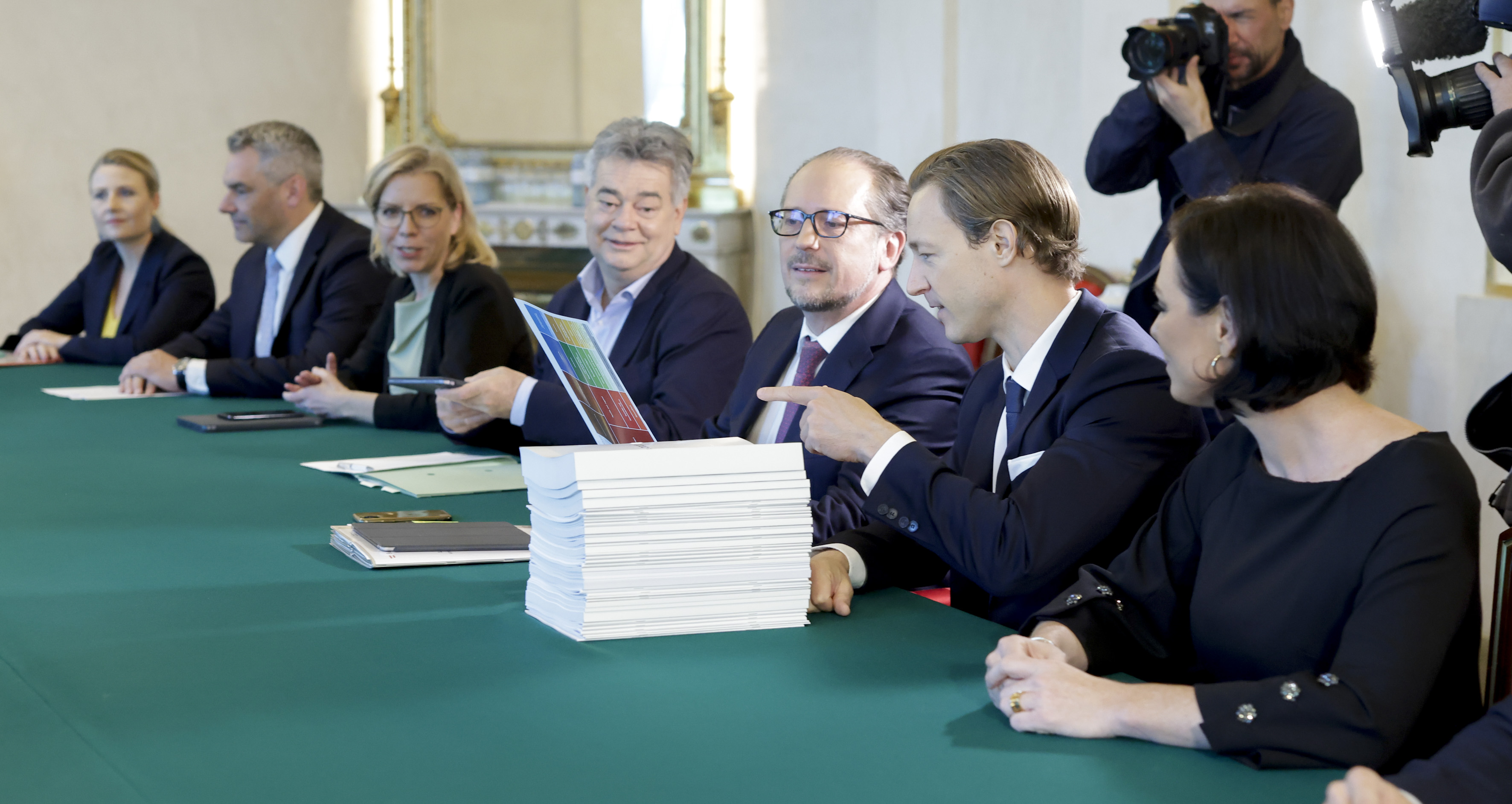
Bundesregierung Schallenberg am 13. Oktober 2021

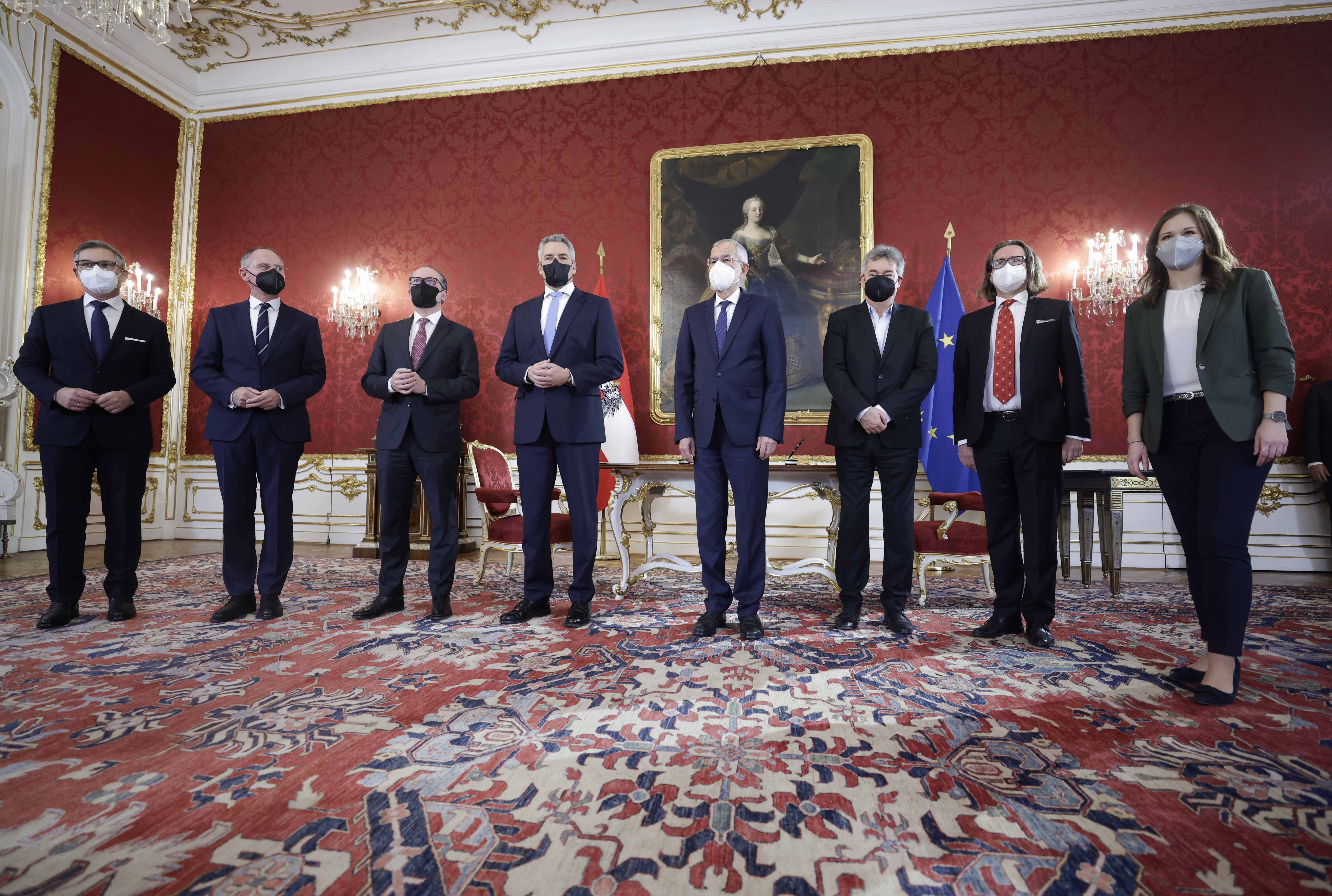
Angelobung der Bundesregierung Nehammer am 6. Dezember 2021

- 11. Jänner: Martin Kocher folgt Christine Aschbacher als Bundesminister für Arbeit, Familie und Jugend in der Bundesregierung Kurz II nach
- 13. April: Rudolf Anschober gibt seinen Rücktritt als Bundesminister für Soziales, Gesundheit, Pflege und Konsumentenschutz bekannt
- 19. April: Angelobung von Wolfgang Mückstein als Nachfolger von Rudolf Anschober
- 6. Oktober: Bekanntwerden der ÖVP-Korruptionsaffäre
- 9. Oktober: Sebastian Kurz gibt seinen Rücktritt als Bundeskanzler bekannt
- 11. Oktober: Angelobung von Alexander Schallenberg als Bundeskanzler und Michael Linhart als Außenminister der Bundesregierung Schallenberg
- 23. Oktober: Nach der Landtagswahl in Oberösterreich 2021 findet die konstituierende Sitzung der XXIX. Gesetzgebungsperiode mit der Wahl und Angelobung der Landesregierung Stelzer II statt.
- 2. Dezember: Sebastian Kurz kündigt seinen Rückzug von allen politischen Ämtern an
- 6. Dezember: Angelobung von Karl Nehammer als Bundeskanzler der Bundesregierung Nehammer

## Wahltermine
- 24. Jänner: Gemeinderatswahl in St. Pölten 2021
- 28. Februar: Gemeinderats- und Bürgermeisterwahlen in Kärnten 2021
- 18. bis 20. Mai: Wahl zur Österreichischen Hochschülerinnen- und Hochschülerschaft 2021
- 26. September: Landtagswahl in Oberösterreich 2021[10]
- 26. September: Gemeinderats- und Bürgermeisterwahlen in Oberösterreich 2021
- 26. September: Gemeinderatswahl in Graz 2021 und Bezirksratswahlen in Graz 2021

## Sport
- 28. Dezember 2020 bis 6. Jänner: Vierschanzentournee 2020/21
- 18. bis 24. Jänner: 81. Hahnenkammrennen
- 11. bis 14. Februar: Naturbahnrodel-Weltmeisterschaft 2021 auf der Rodelbahn Grantau in Umhausen
- 27. Februar bis 6. März: Biathlon-Juniorenweltmeisterschaften 2021 in Obertilliach
- 5. bis 7. März: Österreich bei den Leichtathletik-Halleneuropameisterschaften 2021
- 3. bis 6. Juni: Paracycling-Straßeneuropameisterschaften 2021 in Schwanenstadt, Lochen am See und Peuerbach
- 10. Juni: Albin Ouschan wird zum zweiten Mal Weltmeister in der Poolbillarddisziplin 9-Ball[11]
- 17. bis 20. Juni: St. Johann im Pongau Open 2021
- 27. Juni: Großer Preis der Steiermark 2021
- 4. Juli: Großer Preis von Österreich 2021
- 5. bis 11. Juli: Salzburg Open 2021
- 23. Juli bis 8. August: Österreich bei den Olympischen Spielen in Tokio
- 24. Juli bis 1. August: Generali Open 2021/Qualifikation und Generali Open 2021 in Kitzbühel
- 24. August bis 5. September: Österreich bei den Sommer-Paralympics in Tokio
- 11. bis 15. August: Beachvolleyball-Europameisterschaft 2021 in Wien
- 27. bis zum 29. August: Österreichische Badmintonmeisterschaft 2021
- 12. September: Vienna City Marathon
- 14. bis 17. Oktober: European Darts Championship 2021 in Salzburg
- 23. bis 31. Oktober: Erste Bank Open 2021/Qualifikation und Erste Bank Open 2021
- bis 12. November: Upper Austria Ladies Linz 2021/Qualifikation und Upper Austria Ladies Linz 2021
- 14. Oktober: Verleihung der Auszeichnung Sportler des Jahres 2021
- 29. Dezember 2021 bis 6. Jänner 2022: Vierschanzentournee 2021/22

### Meisterschaften, Cups und Ligen
- Österreichische Fußballmeisterschaft 2020/21 und 2021/22
- Österreichische Fußball-Frauenmeisterschaft 2020/21 und 2021/22
- Österreichischer Fußball-Cup 2020/21 und 2021/22
- Österreichischer Frauen-Fußballcup 2020/21 und 2021/22
- Österreichische Handballmeisterschaft 2020/21 und 2021/22
- ÖHB-Cup 2020/21 und 2021/22
- ÖHB-Pokal der Frauen 2020/21 und 2021/22
- Österreichische Eishockey-Liga 2020/21 und 2021/22
- Baseball-Bundesliga Saison 2021
- Schachbundesliga 2020/21 (Österreich) und 2021/22
- Schachbundesliga 2020/21 (Österreich, Frauen) und 2021/22
- Austrian Football League 2021
- Poolbillard-Bundesliga 2020/21 und 2021/22
- Österreichische Meisterschaften im Skilanglauf 2021
- Österreichische Hockey-Bundesliga (Feld, Herren) 2020/21 und 2021/22
- Österreichische Alpine Skimeisterschaften 2021
- Österreichische Handballmeisterschaft (Frauen) 2020/21 und 2021/22
- Alps Hockey League 2020/21 und 2021/22
- Dameneishockey-Bundesliga 2020/21 und 2021/22
- Admiral Basketball Bundesliga 2020/21
- Floorball-Bundesliga Österreich 2020/21 und 2021/22
- Österreichische Volleyball-Meisterschaft 2020/21 (Männer) und 2021/22
- Österreichische Volleyball-Meisterschaft 2020/21 (Frauen) und 2021/22
- Österreichischer Volleyball-Cup 2020/21 (Männer) und 2021/22
- Österreichischer Volleyball-Cup 2020/21 (Frauen) und 2021/22
- Austrian Football Division One 2021
- Österreichische Badminton-Bundesliga 2020/21 und 2021/22

## Musik, Theater, Bühne
- 01. Jänner: Neujahrskonzert der Wiener Philharmoniker 2021
- 18. Juni: Sommernachtskonzert der Wiener Philharmoniker
- 02. August: Verleihung des Österreichischen Musiktheaterpreises 2021
- 09. September: Amadeus-Verleihung 2021[12][13]
- 17. bis 19. September: Donauinselfest
- 21. November: Verleihung des Nestroy-Theaterpreises 2021[14]
- Liste der Nummer-eins-Hits in Österreich (2021)

## Film
- 15. Mai: Romyverleihung 2021

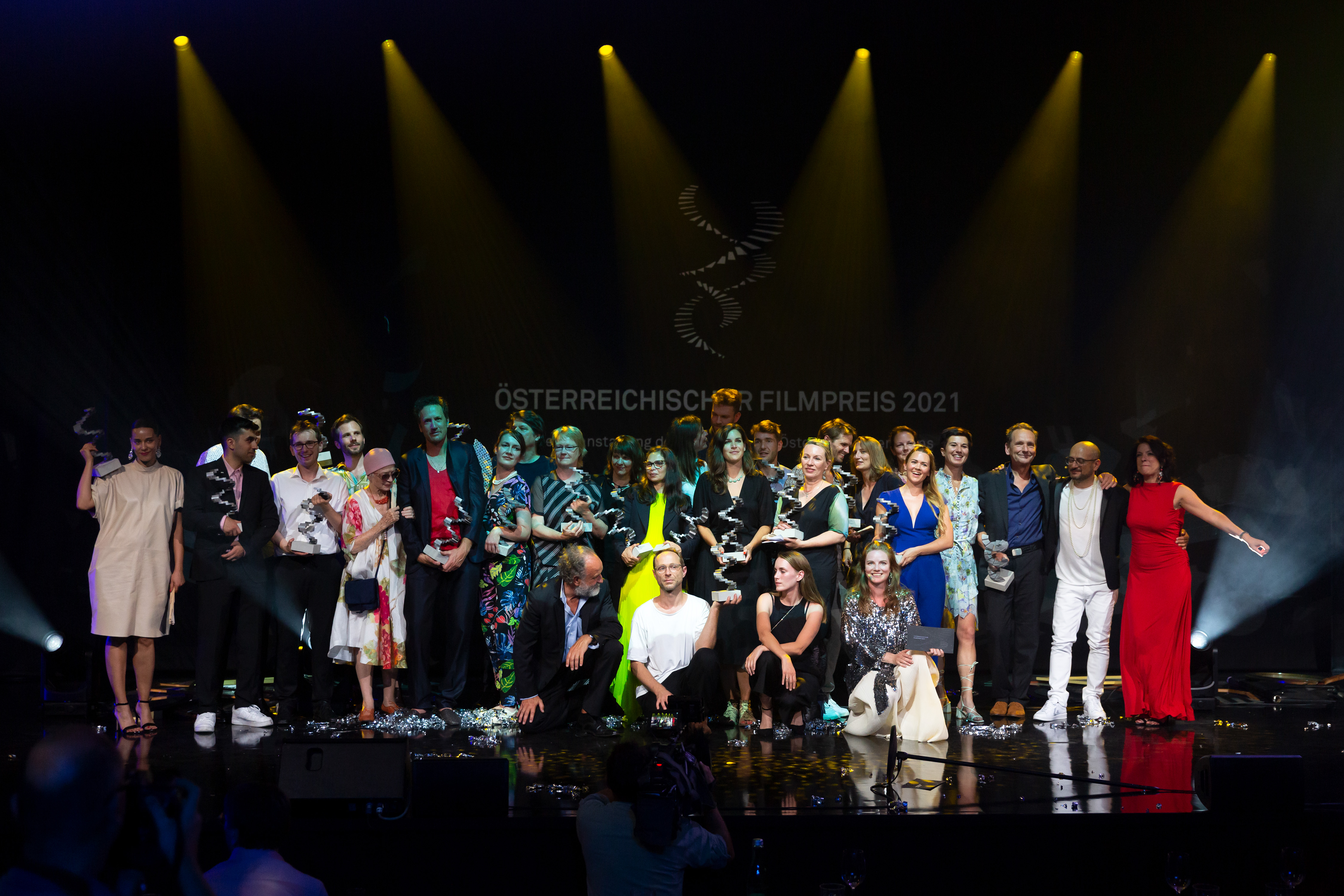
Österr. Filmpreis 2021

- 1. bis 6. Juni: Filmfestival Crossing Europe in Linz[15]
- 8. bis 13. Juni: Filmfestival Diagonale in Graz
- 27. Mai bis 1. Juni: Vienna Shorts
- 17. bis 20. Juni: Slash 1/2 in Wien
- 3. Juli bis 4. September: Film Festival auf dem Wiener Rathausplatz
- 8. Juli: 11. Verleihung des Österreichischen Filmpreises[16][17]
- 23. bis 29. August: Filmfestival Kitzbühel
- 10. bis 14. August: Alpinale
- 23. September bis 3. Oktober: Slash Filmfestival in Wien
- 21. bis 31. Oktober: Viennale
- 2. bis 12. Dezember: This Human World Filmfestival

### Kinostarts österreichischer Produktionen

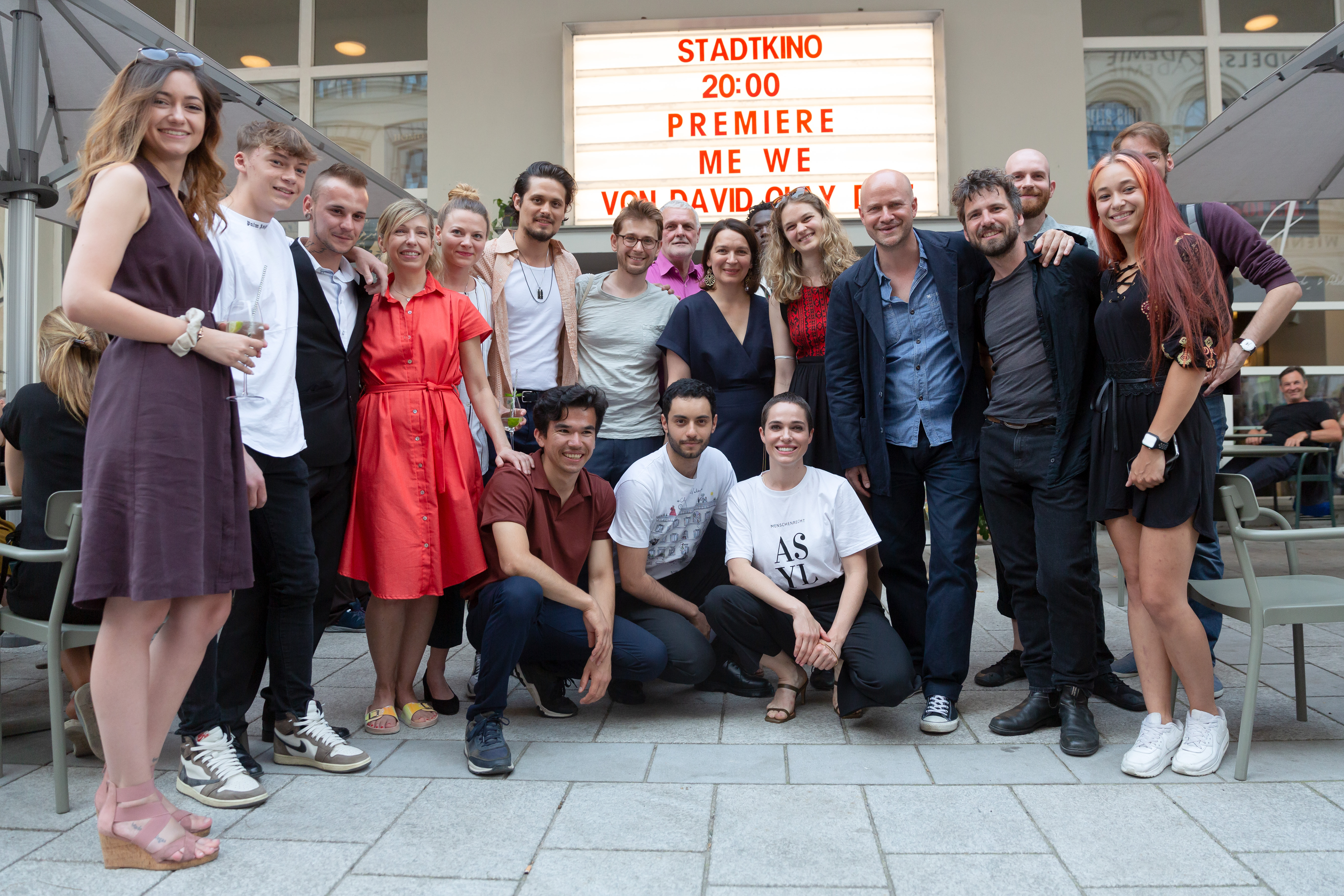
Wien-Premiere von Me, We im Stadtkino im Künstlerhaus

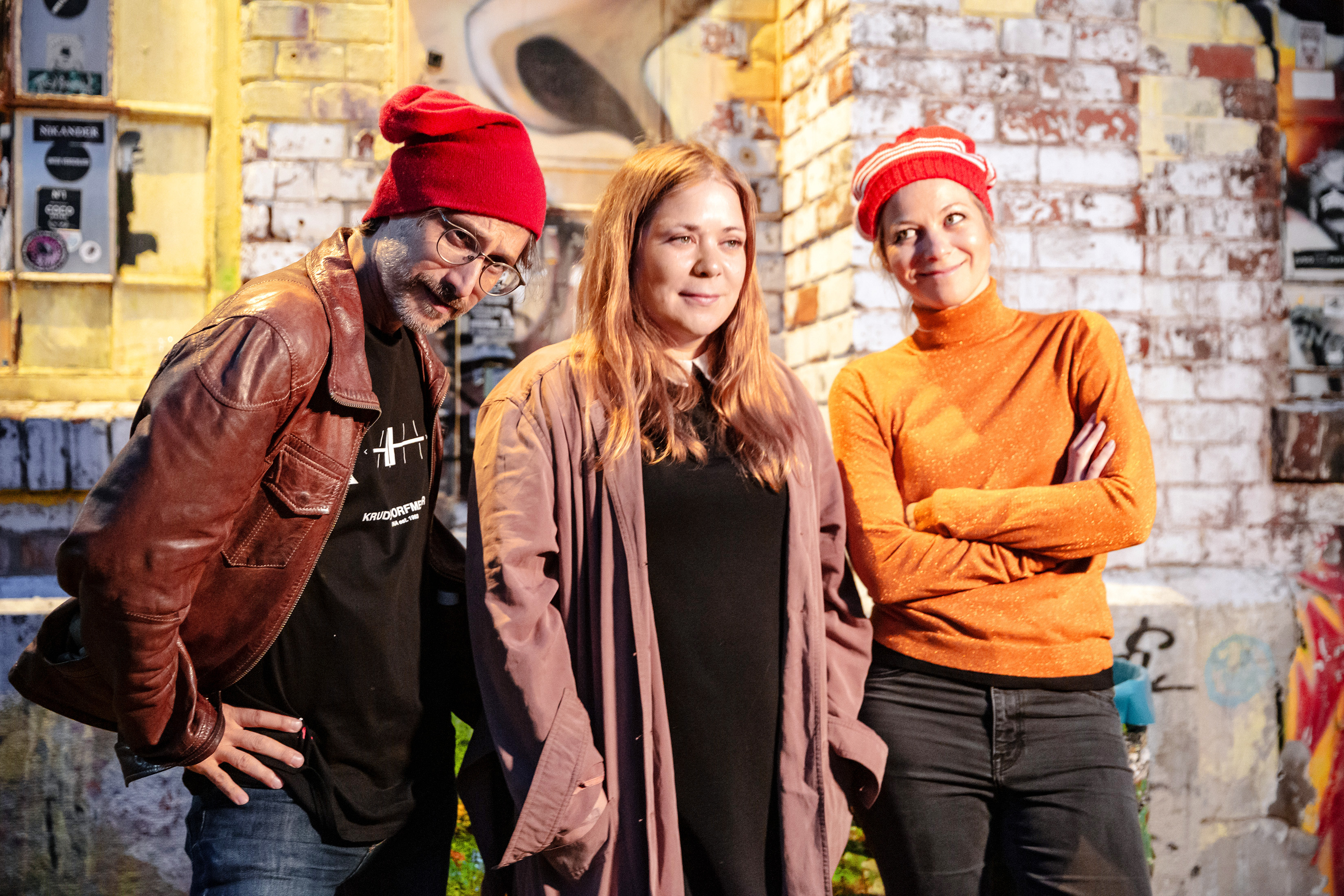
FM4-Premiere von Sargnagel – Der Film in der Arena Wien

| Datum         | Filmtitel |
| ------------- | --- |
| –             | aufgrund der COVID-19-Pandemie in Österreich waren die Kinos vom 3. November 2020 bis zum 18. Mai 2021 geschlossen |
| 19. Mai       | Was wir wollten |
| 18. Juni      | Fuchs im Bau |
| 25. Juni      | Quo Vadis, Aida?                                                                                                   |
| 9. Juli       | Risiken und Nebenwirkungen                                                                                         |
| 23. Juli      | Me, We |
| 20. August    | Sargnagel – Der Film                                                                                               |
| 3. September  | Hilfe, ich hab meine Freunde geschrumpft                                                                           |
| 10. September | Aufzeichnungen aus der Unterwelt                                                                                   |
| 24. September | Schachnovelle |
| 24. September | Madison |
| 8. Oktober    | Hinterland |
| 8. Oktober    | The Bubble |
| 10. Oktober   | Hochwald |
| 28. Oktober   | Klammer – Chasing the Line                                                                                         |
| 19. November  | Große Freiheit |
| 23. Dezember  | Monte Verità – Der Rausch der Freiheit                                                                             |

## Gedenktage
- 29. Jänner: Vor 100 Jahren wird der Journalist und Herausgeber der Kronen Zeitung Hans Dichand geboren
- 19. März: Vor 150 Jahren wird die Adelige Mary Vetsera geboren
- 25. März: Vor 100 Jahren wird der Politiker Josef Staribacher geboren
- 27. April: Vor 100 Jahren wird der Tiefenpsychologe und Neurologe Erwin Ringel geboren
- 6. Mai: Vor 100 Jahren wird der Lyriker, Übersetzer und Essayist Erich Fried geboren
- 12. Juni: Vor 100 Jahren wird der Dichter H. C. Artmann geboren
- 8. Juli: Vor 150 Jahren wird der Politiker Walter Breisky geboren
- 13. Juli: Vor 100 Jahren wird der Politiker Friedrich Peter geboren
- 25. Juli: Vor 100 Jahren wird der Psychotherapeut und Autor Paul Watzlawick geboren
- 5. September: Vor 100 Jahren wird der Fußballspieler und -trainer Karl Decker geboren
- 14. Oktober: Vor 150 Jahren wird der Komponist Alexander Zemlinsky geboren
- 1. November: Vor 100 Jahren wird die Schriftstellerin Ilse Aichinger geboren
- 11. November: Vor 150 Jahren wird der Politiker Leopold Kunschak geboren
- 22. Dezember: Vor 100 Jahren wird der spätere Bischof der Diözese Innsbruck Reinhold Stecher geboren
- 23. Dezember: Vor 100 Jahren wird der Journalist und Aktivist Günther Nenning geboren
- 29. Dezember: Vor 100 Jahren wird das Trennungsgesetz der beiden Bundesländer Wien und Niederösterreich beschlossen[20]
- 100 Jahre Landnahme des Burgenlandes

## Auswahl bekannter Verstorbener

### Jänner
- 01. Jänner: Traude Dierdorf, Politikerin
- 10. Jänner: Manfred Zeller, Maler, Grafiker und Kulturveranstalter
- 17. Jänner: Hans Staudacher, Maler
- 18. Jänner: Erich Leitenberger, Publizist und Journalist
- 21. Jänner: Gernot Langes-Swarovski, Unternehmer
- 22. Jänner: Ernst Gehmacher, Publizist und Sozialforscher
- 24. Jänner: Arik Brauer, Künstler
- 27. Jänner: Ulrich Winkler, Theologe und Religionswissenschaftler
- 27. Jänner: Wolfram Hörandner, Byzantinist
- 31. Jänner: Erich Coufal Kieswetter, Architekt
- 31. Jänner: Wolfgang Petrik, Politiker

### Februar
- 02. Februar: Karl Friedrich, Schauspieler und Theaterregisseur
- 05. Februar: Uli Rennert, Jazzpianist und Hochschullehrer
- 07. Februar: Frank Lester, Journalist und Fernsehmoderator
- 08. Februar: Jeff Geiger, Eishockeyspieler
- 12. Februar. Hannes Leopoldseder, Rundfunkjournalist und -intendant
- 15. Februar: Franz Zeilinger, Theologe
- 18. Februar: Franz Matscher, Rechtswissenschaftler
- 25. Februar: Klaus Emmerich, Journalist und Sachbuchautor

### März
- 06. März: Martin Riedlinger, Publizist
- 09. März: Harald Ossberger, Pianist und Musikpädagoge
- 11. März: Peter Patzak, Filmregisseur
- 18. März: Hermann Flaschka, Physiker und Mathematiker
- 22. März: Peter Wimberger, Kammersänger
- 31. März: Karl Wilfing, Politiker

### April
- 01. April: Hugo Portisch, Journalist
- 02. April: Heribert Bastel, Theologe
- 02. April: Philipp Meran, Museumsdirektor und Schriftsteller
- 03. April: Herbert H. Pichler, Aktivist
- 07. April: Erich Ribolits, Erziehungs- und Bildungswissenschaftler
- 11. April: Magda Strebl, Bibliothekarin
- 12. April: Franz Pöhacker, Bildhauer
- 13. April: Walter Prior, Politiker
- 14. April: Helmut Seel, Politiker
- 19. April: Rudolf Burger, Philosoph
- 23. April: Ludwig Breitenhuber, Physiker
- 24. April: Christa Ludwig, Opernsängerin

### Mai
- 01. Mai: Erich Karassowitsch, Politiker
- 03. Mai: Tatjana Gamerith, Umweltaktivistin, Malerin und Grafikerin
- 03. Mai: Alfons Adam, Rechtsanwalt und Politiker
- 06. Mai: Walter Kraxner, Lehrer, Mundartdichter und Komponist
- 07. Mai: Gabriel Weinberger, Ordensgeistlicher
- 08. Mai: Franz Fehringer, Architekt
- 08. Mai: Elena Ostleitner, Musiksoziologin, Hochschullehrerin, Pianistin und Verlegerin
- 10. Mai: Martin Korpitsch, Geistlicher
- 13. Mai: Bernhard Kletter, Meteorologe und Fernsehmoderator
- 15. Mai: Alexander Bisenz, Kabarettist und Maler
- 18. Mai: Herbert Loskott, Komponist
- 27. Mai: Edi Finger junior, Sportjournalist
- 28. Mai: Kurt Votava, Moderator
- 29. Mai: Marion Petric, Kabarettistin

### Juni
- 03. Juni: Wilfried Feichtinger, Gynäkologe
- 03. Juni:	Karl Haidmayer, Komponist und Musikwissenschaftler
- 04. Juni: Friederike Mayröcker, Schriftstellerin
- 09. Juni: Andreas Bsteh, Ordensgeistlicher
- 18. Juni: Walter Raberger, Theologe
- 20. Juni: Peter Elstner, Sportjournalist
- 24. Juni: Klemens Schaupp, Theologe
- 25. Juni: Peter Müller, Musikproduzent und Tontechniker

### Juli
- 06. Juli: Erich Schleyer, Schauspieler und Autor
- 13. Juli: Manfred Wieninger, Schriftsteller
- 15. Juli: Walter Berka, Rechtswissenschaftler
- 18. Juli: Jo Aichinger, Musikkurator und Festivalveranstalter
- 19. Juli: Helmut Zehetmair, Musiker
- 21. Juli: Hermann Heßl, Politiker
- 22. Juli: Peter Rehberg, Musiker und Labelbetreiber
- 24. Juli: Andreas Hauff, Schlagersänger und -texter
- 29. Juli: Marianne Lunzer, Publizistikwissenschaftlerin
- 30. Juli: Martin Blumenau, Journalist und Moderator
- 30. Juli: Erich Pöltl, Politiker
- 31. Juli: Herbert Haller, Jurist und Verfassungsrichter

### August
- 03. August: Wolf Harranth, Kinderbuchautor, Übersetzer und Medienjournalist
- 06. August: Friedrich Körner, Trompeter, Bandleader und Pädagoge
- 07. August: Peter Steinhauser, Geophysiker
- 07. August: Günther Kräuter: Politiker
- 09. August: Peter Richter de Rangenier, Dirigent und Komponist
- 17. August: Lutz Weinzinger, Politiker
- 18. August: Franz Josef Altenburg, Bildhauer und Keramikkünstler
- 19. August: Anton Rupp, Politiker
- 21. August: Lois Renner, bildender Künstler
- 21. August: Rudolf Edlinger, Politiker und Fußballfunktionär
- 21. August: Eugen Stark, Schauspieler
- 25. August: Arnulf Ploder, Schriftsteller
- 25. August: Zdenka Hartmann-Procházková, Schauspielerin
- 31. August: Christian Dickinger, Politologe und Autor

### September
- 08. September: Erwin Steinlechner, Fußballfunktionär
- 08. September: Wladimir Pantchev, Komponist
- 09. September: Ferry Radax, Filmemacher
- 09. September: Caspar Einem, Politiker
- 18. September: Dieter Antoni: Politiker
- 22. September: Gerhard Bernhard Winkler, Ordensgeistlicher und Kirchenhistoriker
- 23. September: Wolfgang Georg Fischer, Schriftsteller und Kunstexperte
- 26. September: Peter Lodynski, Schauspieler
- 26. September: Ursula Wolschlager, Filmproduzentin, Dramaturgin und Drehbuchautorin

### Oktober
- 02. Oktober: Herta Staal, Schauspielerin
- 08. Oktober: Hermann A. Griesser, Journalist
- 09. Oktober: Herbert Albrecht, Bildhauer
- 11. Oktober: Lukas David, Violinist
- 11. Oktober: Anne Goldmann, Schriftstellerin
- 16. Oktober: Elisabeth Urbancic, Kostümbildnerin
- 17. Oktober: Helmut Korherr, Schriftsteller
- 18. Oktober: Edita Gruberová, Opernsängerin, Ehrenmitglied der Wiener Staatsoper
- 20. Oktober: Hans Haselböck, Organist und Komponist
- 22. Oktober: Herbert Lederer, Theatermacher

### November
- 01. November: Wolfram Mauser, Philologe und Literaturwissenschaftler
- 07. November: Auguste Kronheim, Holzschneiderin und Zeichnerin
- 09. November: Herbert Salcher, Politiker
- 10. November: Otto Pendl, Politiker
- 12. November: Paul Gludovatz, Fußballtrainer
- 16. November: Renate Mann, Politikerin
- 18. November: Oswald Wiener, Schriftsteller
- 17. November: Fritz Gabriel Bauer, Ingenieur und Kamerabauer
- 21. November: Josef Shaked, Psycho- und Gruppenanalytiker
- 21. November: Hans Kraemmer, Opernsänger und Schauspieler
- 22. November: Horst Chmela, Liedermacher
- 26. November: Ernst Wangermann, Historiker
- 29. November: Ludwig „Lucky“ Ladstätter, Sänger und Musiker
- 30. November: Jakob Adlhart, Architekt

### Dezember
- 04. Dezember: Günther Feuerstein, Architekt
- 05. Dezember: Christine Haidegger, Schriftstellerin
- 09. Dezember: Gunter Hadwiger, Politiker
- 09. Dezember: Gertraud Jesserer, Schauspielerin
- 10. Dezember: Karin Praxmarer, Politikerin
- 10. Dezember: Martin Strimitzer, Politiker
- 15. Dezember: Ernst Fettner, Journalist
- 18. Dezember: Ludvík Armbruster, Ordensgeistlicher und Philosoph
- 18. Dezember: Gerhard Dobesch, Althistoriker
- 19. Dezember: Sepp Forcher, Radio- und Fernsehmoderator
- 21. Dezember: Paul Twaroch, Jurist, Rundfunkmanager und Journalist
- 24. Dezember: Giuseppe Koschier, Fußballspieler
- 28. Dezember: Gerlinde Lang, Radiomoderatorin
- 31. Dezember: Gertrude Pressburger, Holocaustüberlebende

### Galerie der Verstorbenen

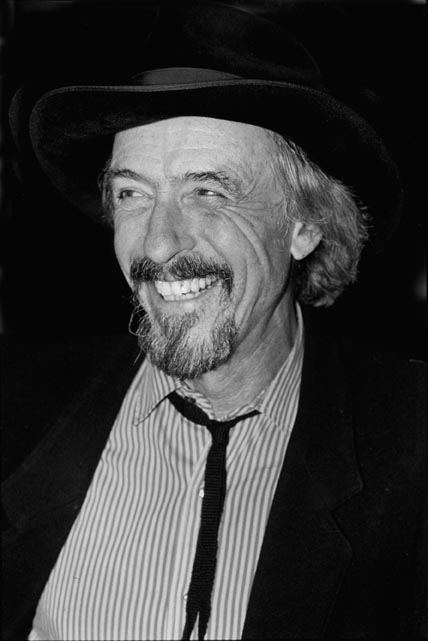
24. Jänner: Arik Brauer
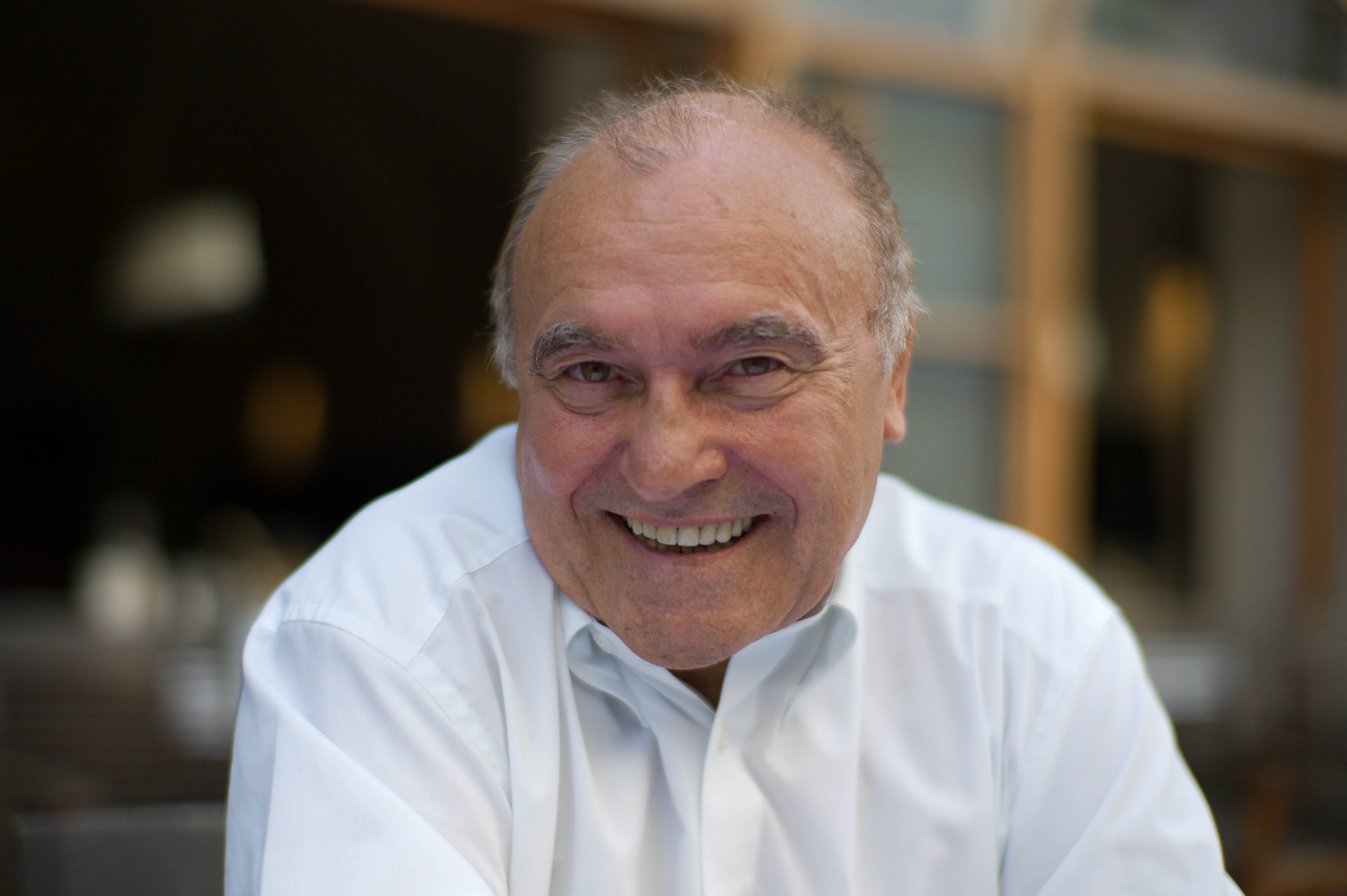
12. Februar: Hannes Leopoldseder
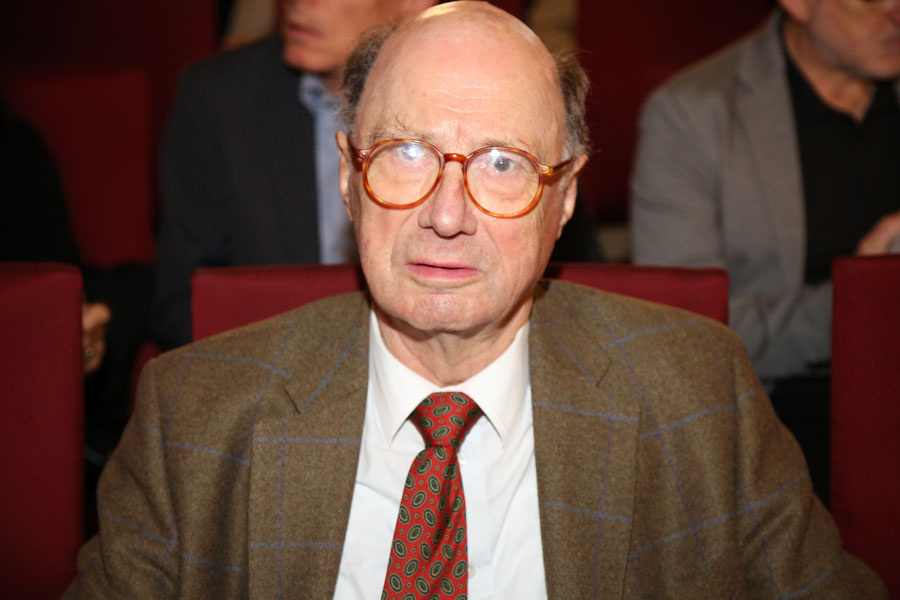
25. Februar: Klaus Emmerich
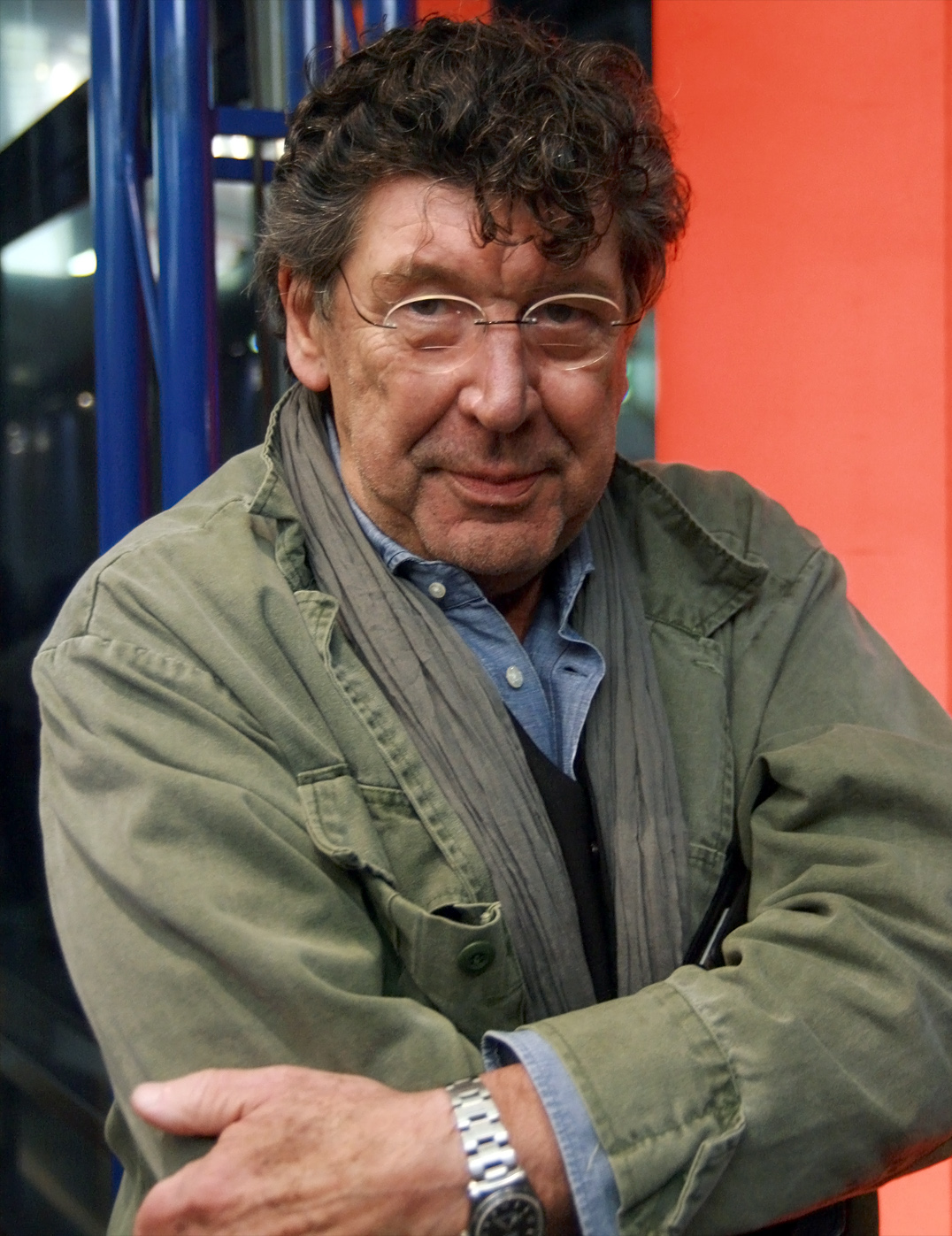
11. März: Peter Patzak
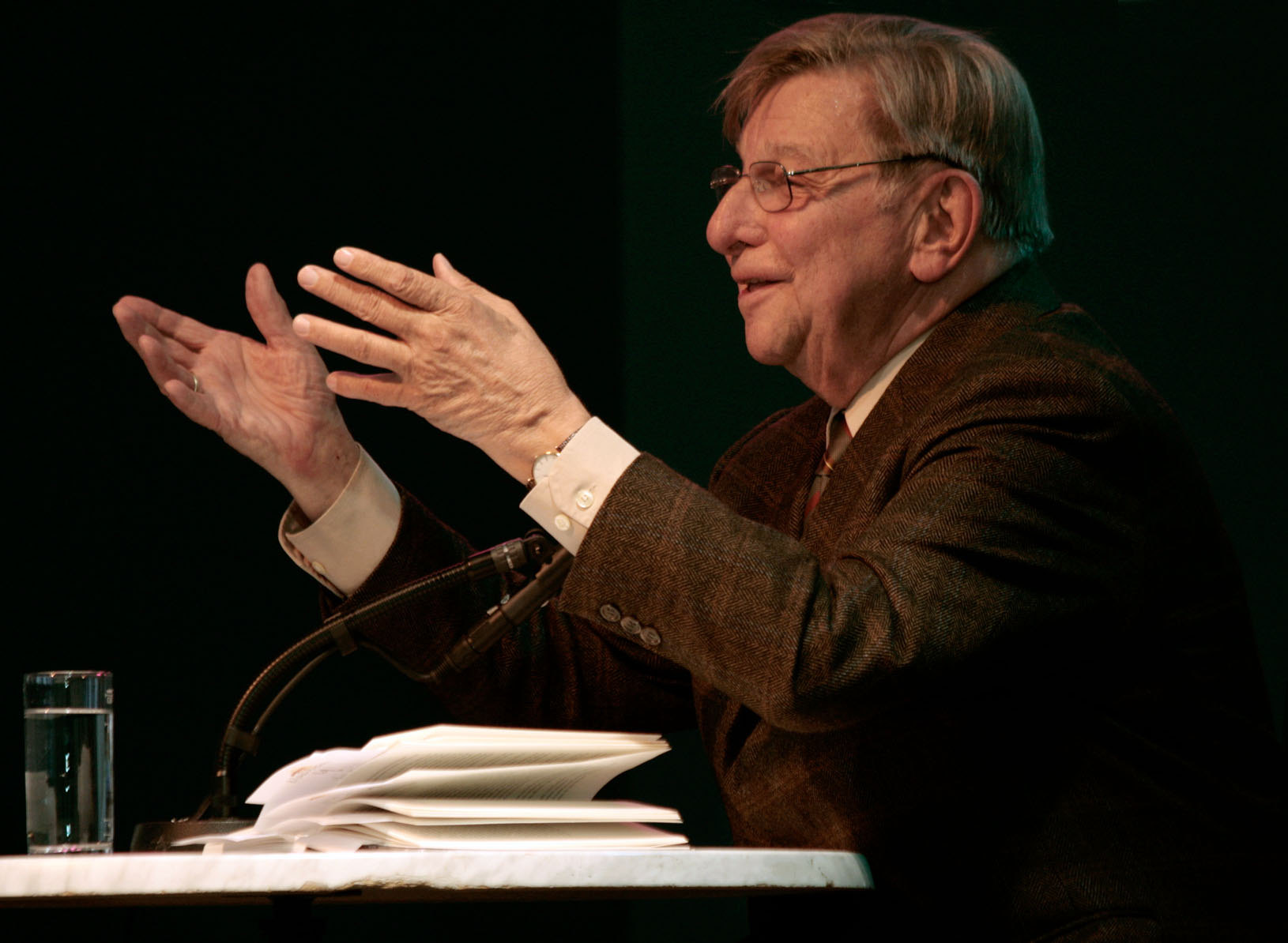
1. April: Hugo Portisch
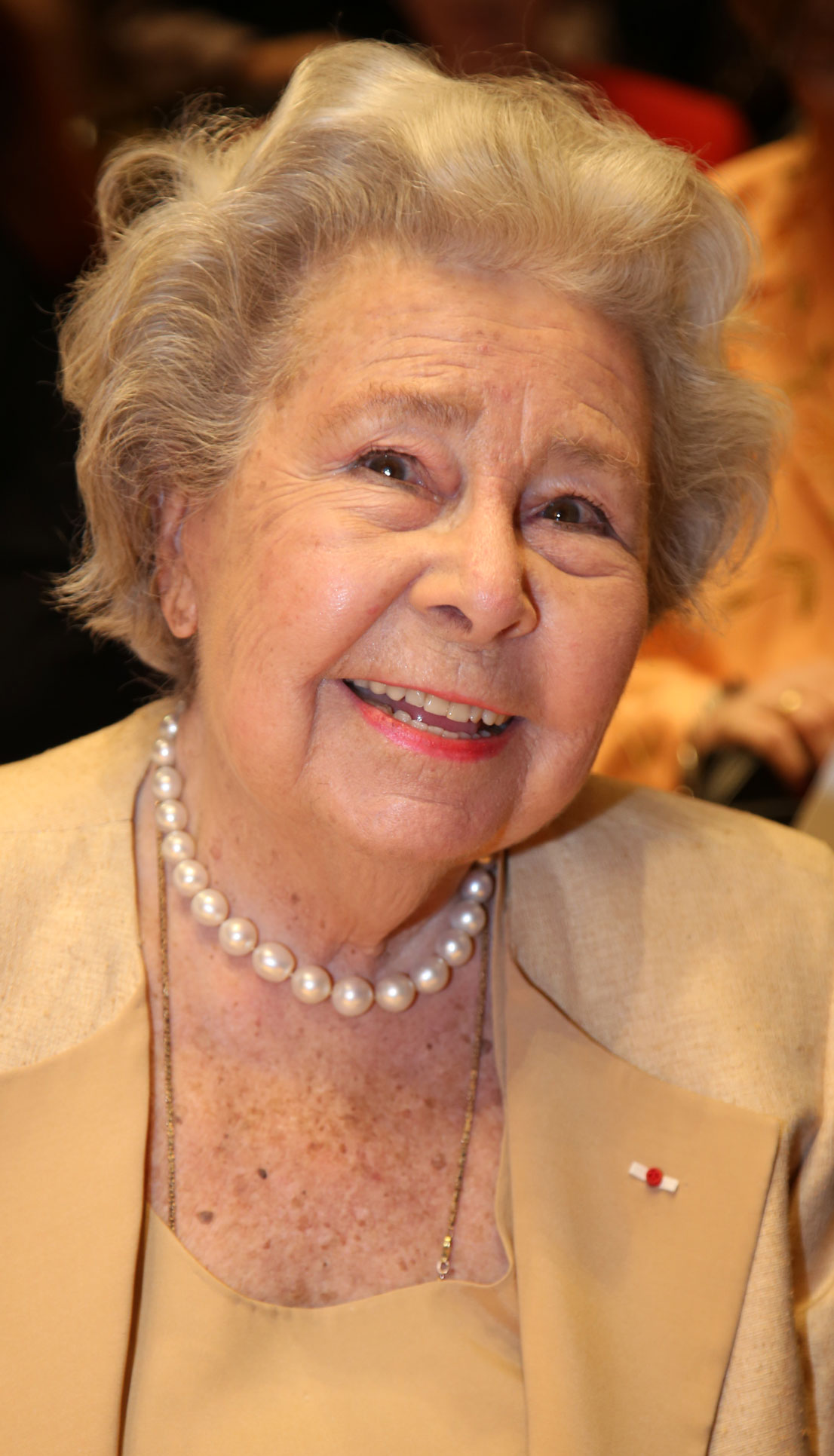
24. April: Christa Ludwig
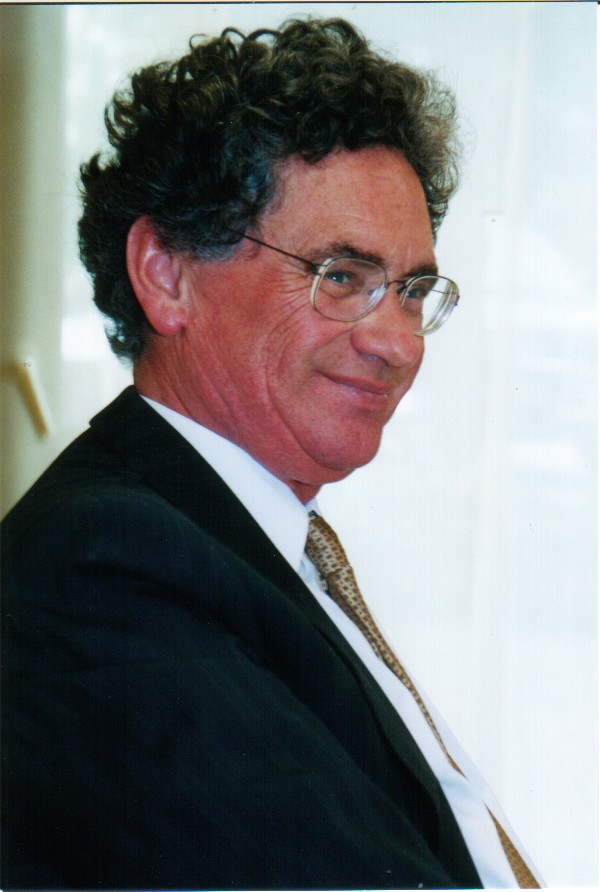
3. Mai: Alfons Adam
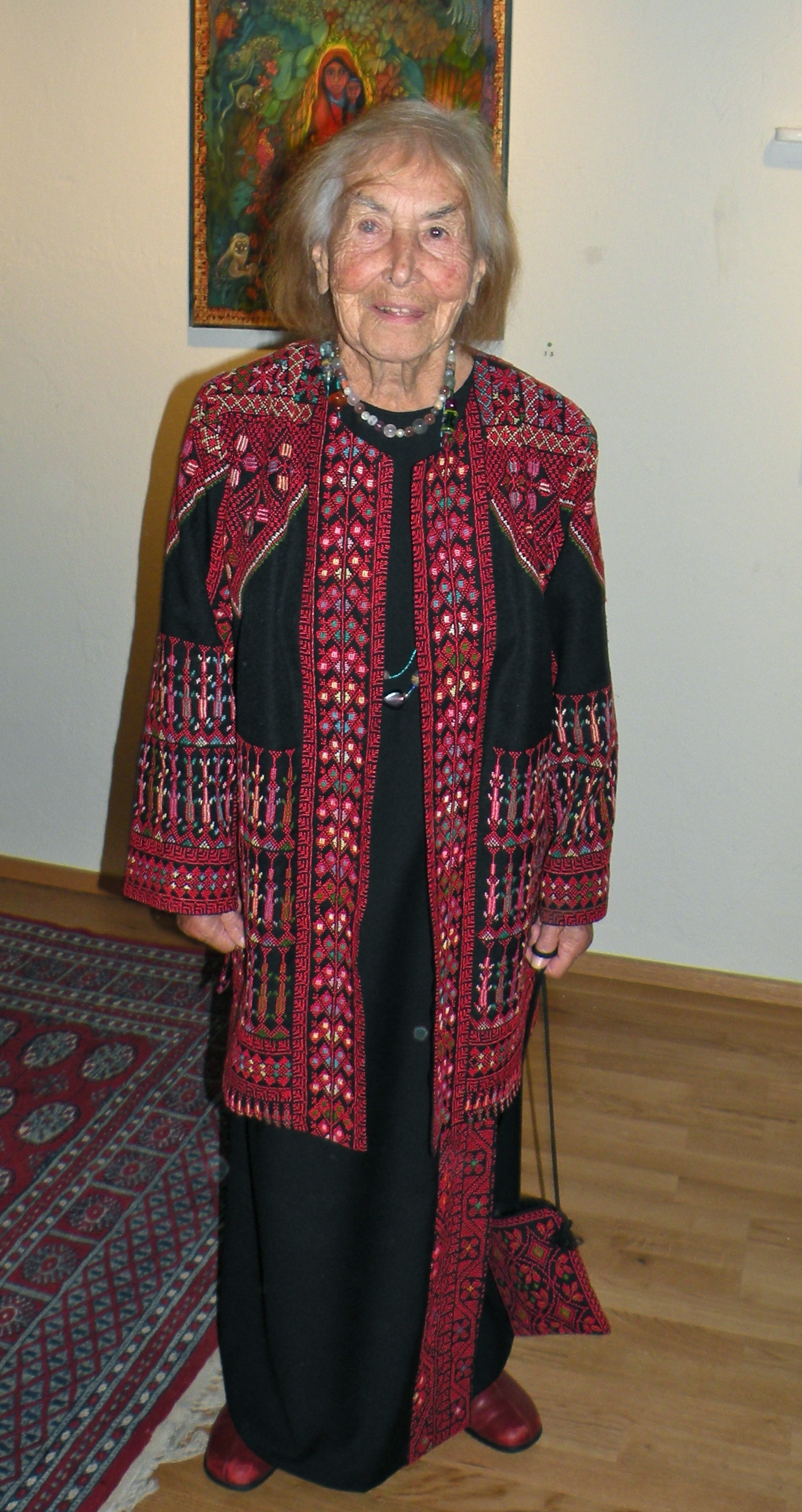
3. Mai: Tatjana Gamerith
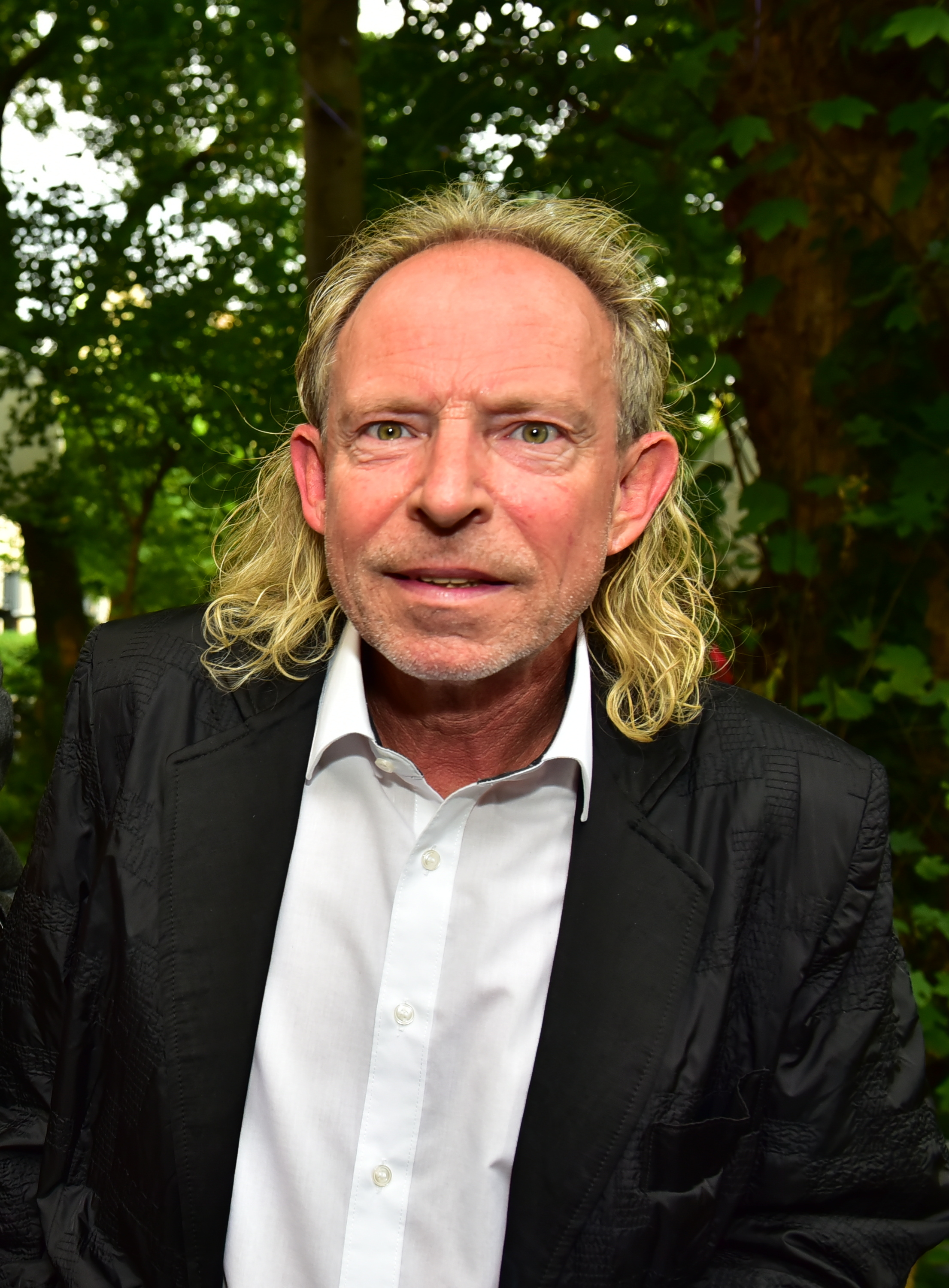
15. Mai: Alexander Bisenz
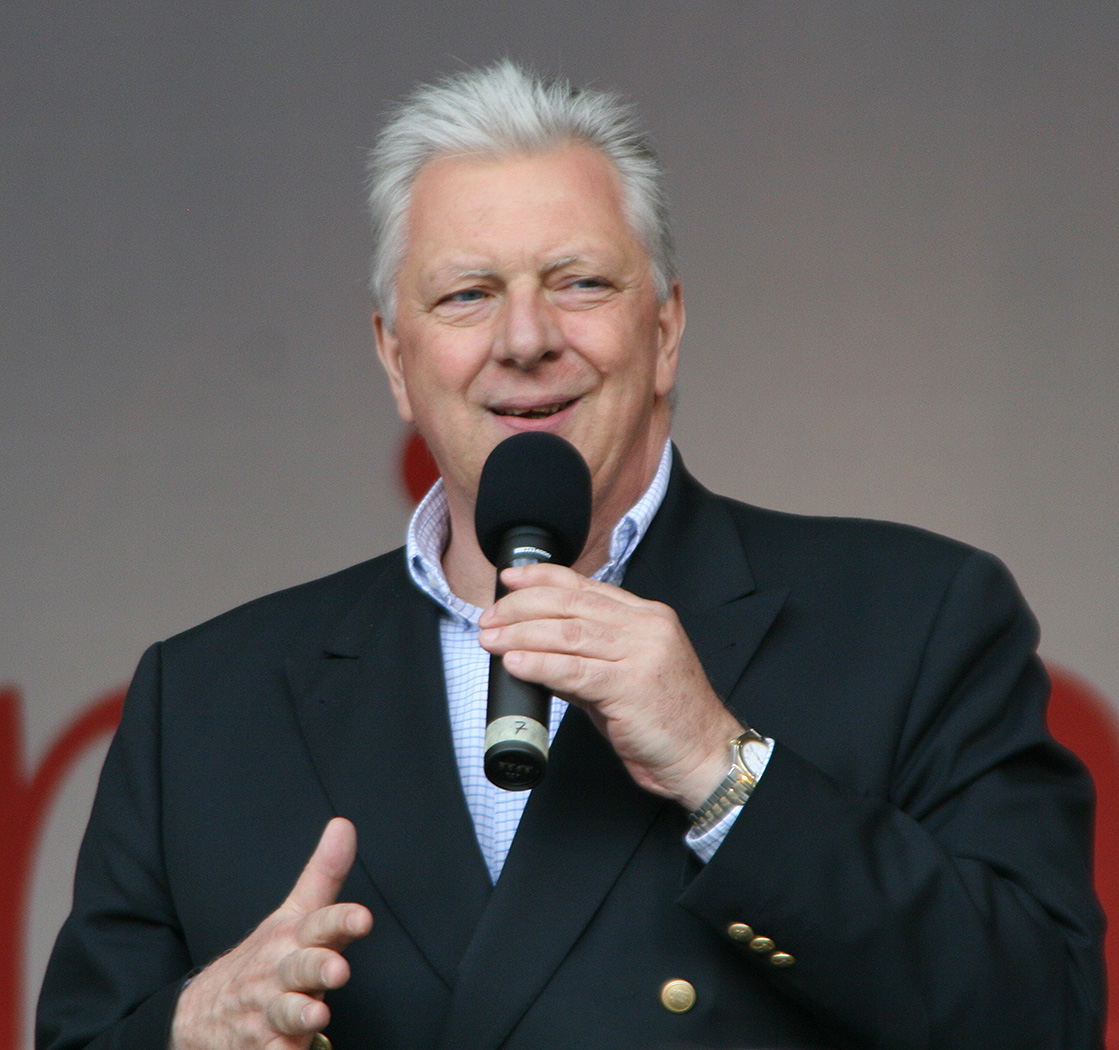
27. Mai: Edi Finger junior
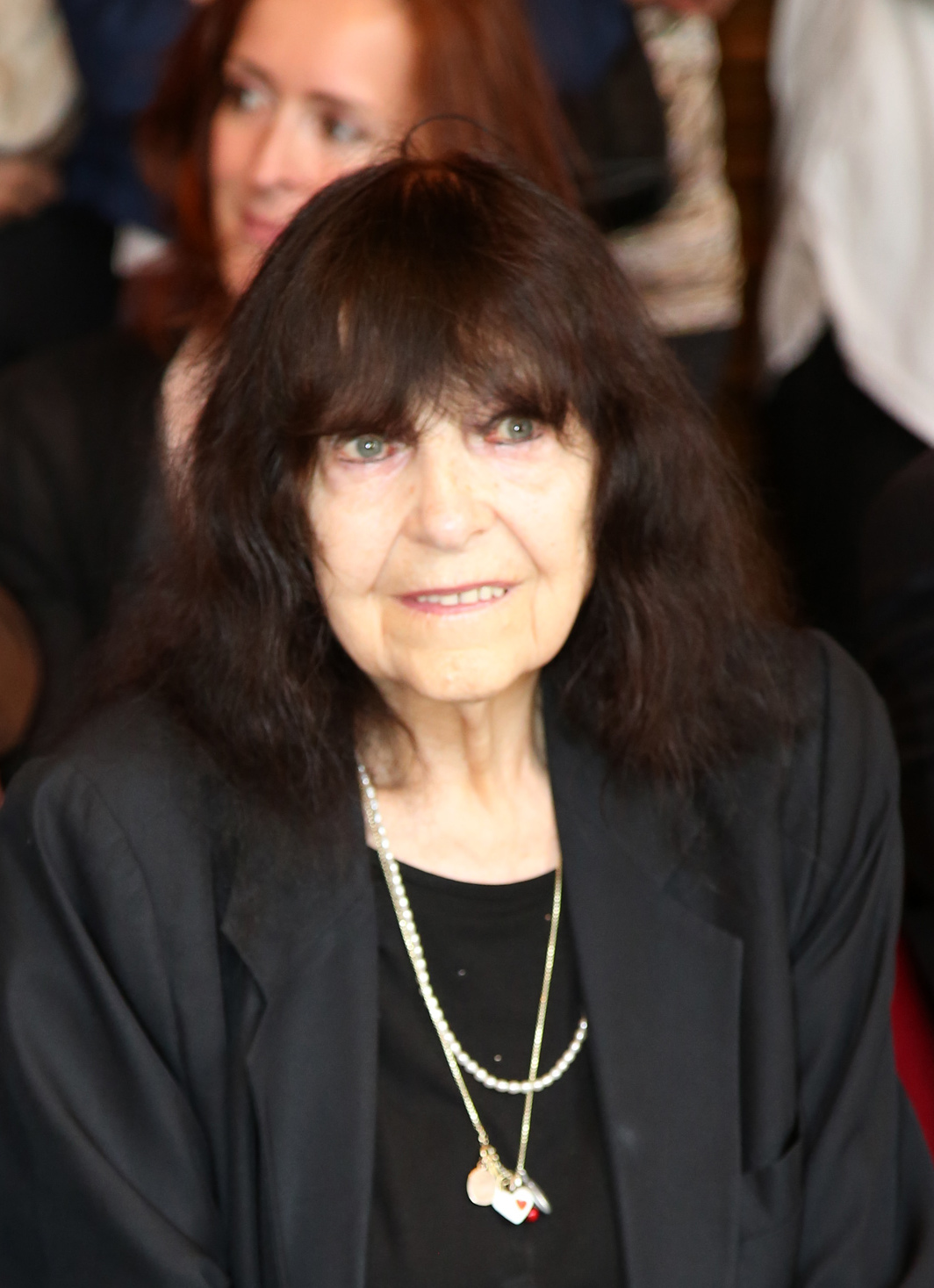
4. Juni: Friederike Mayröcker
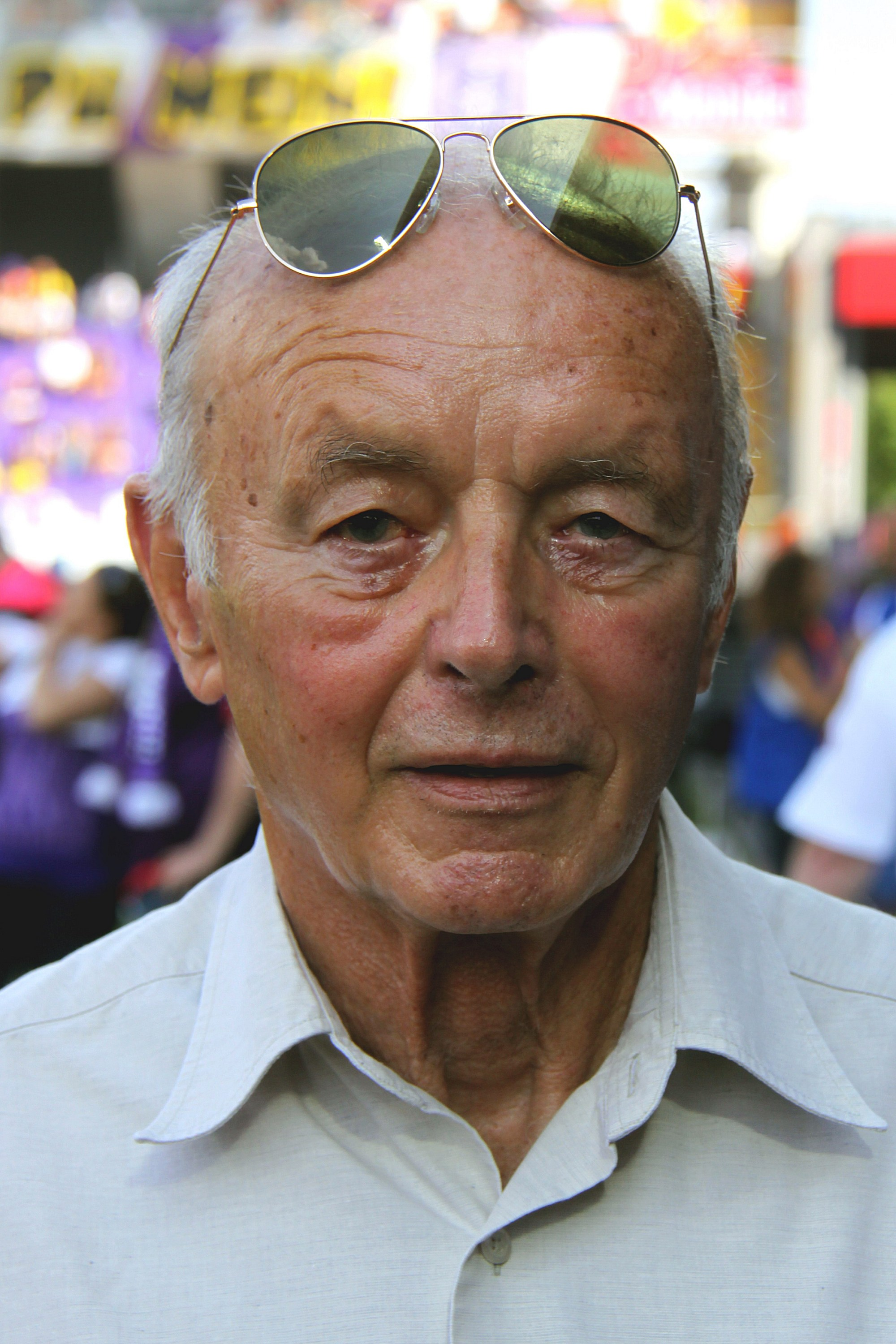
20. Juni: Peter Elstner
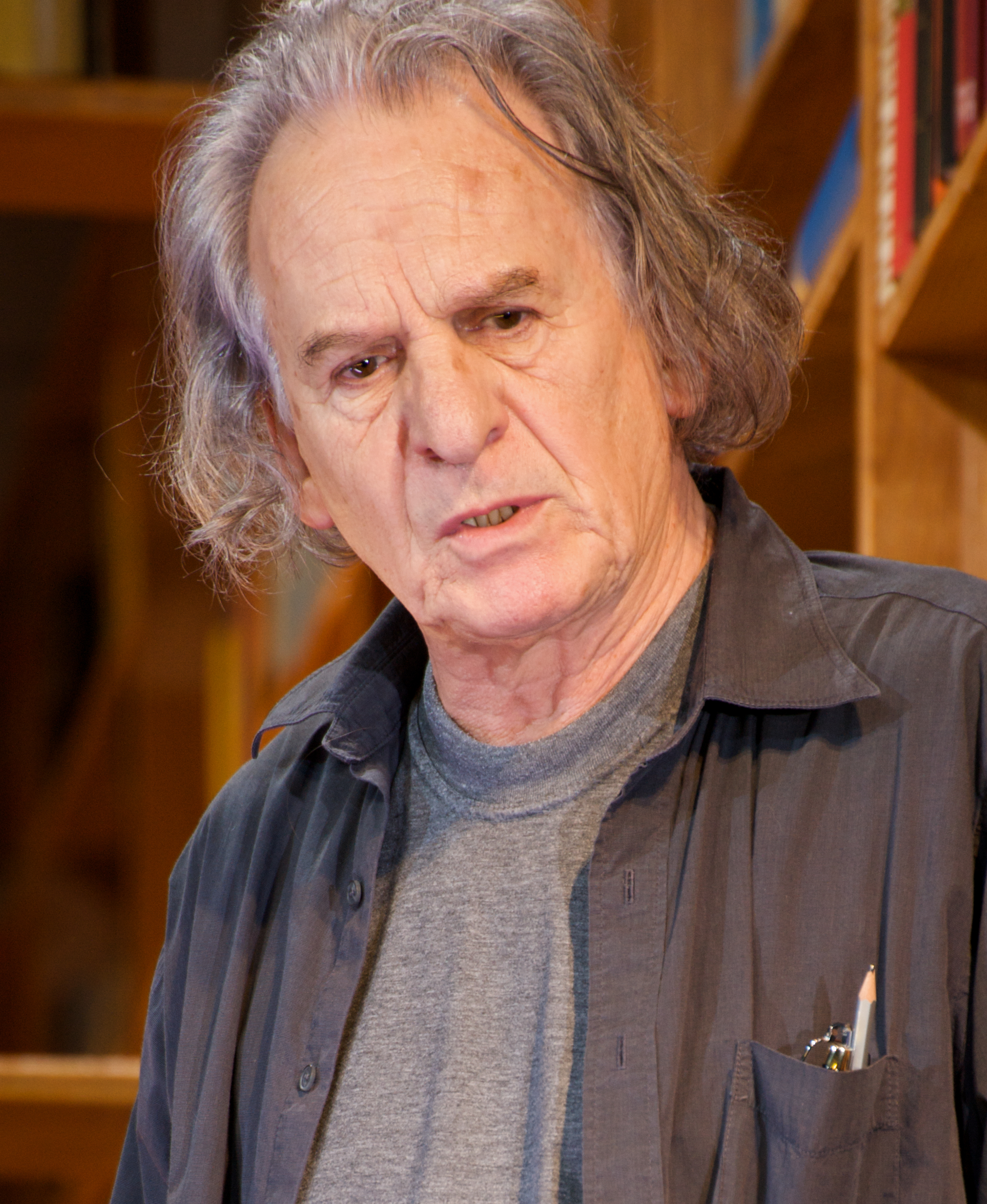
6. Juli: Erich Schleyer
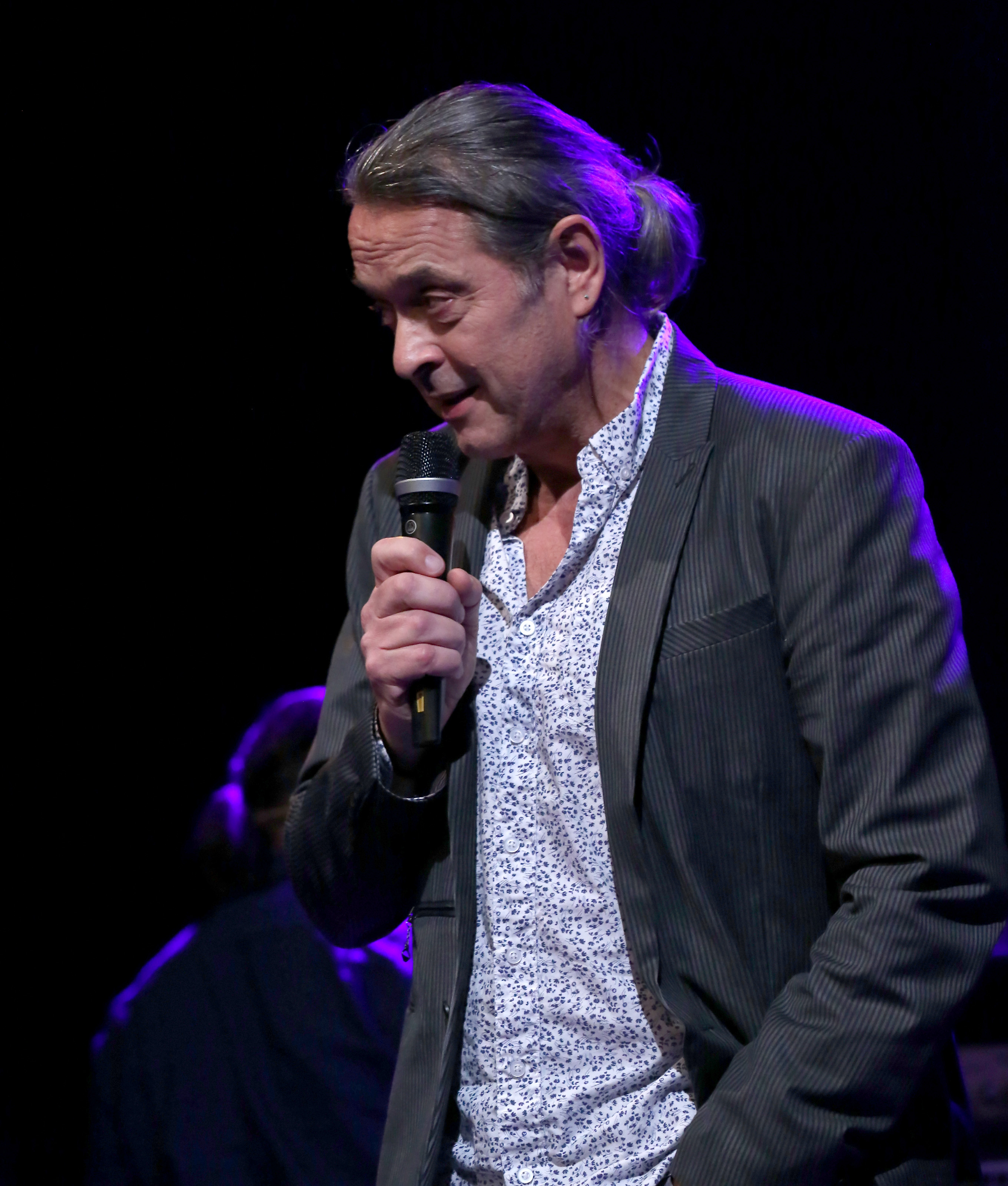
18. Juli: Jo Aichinger
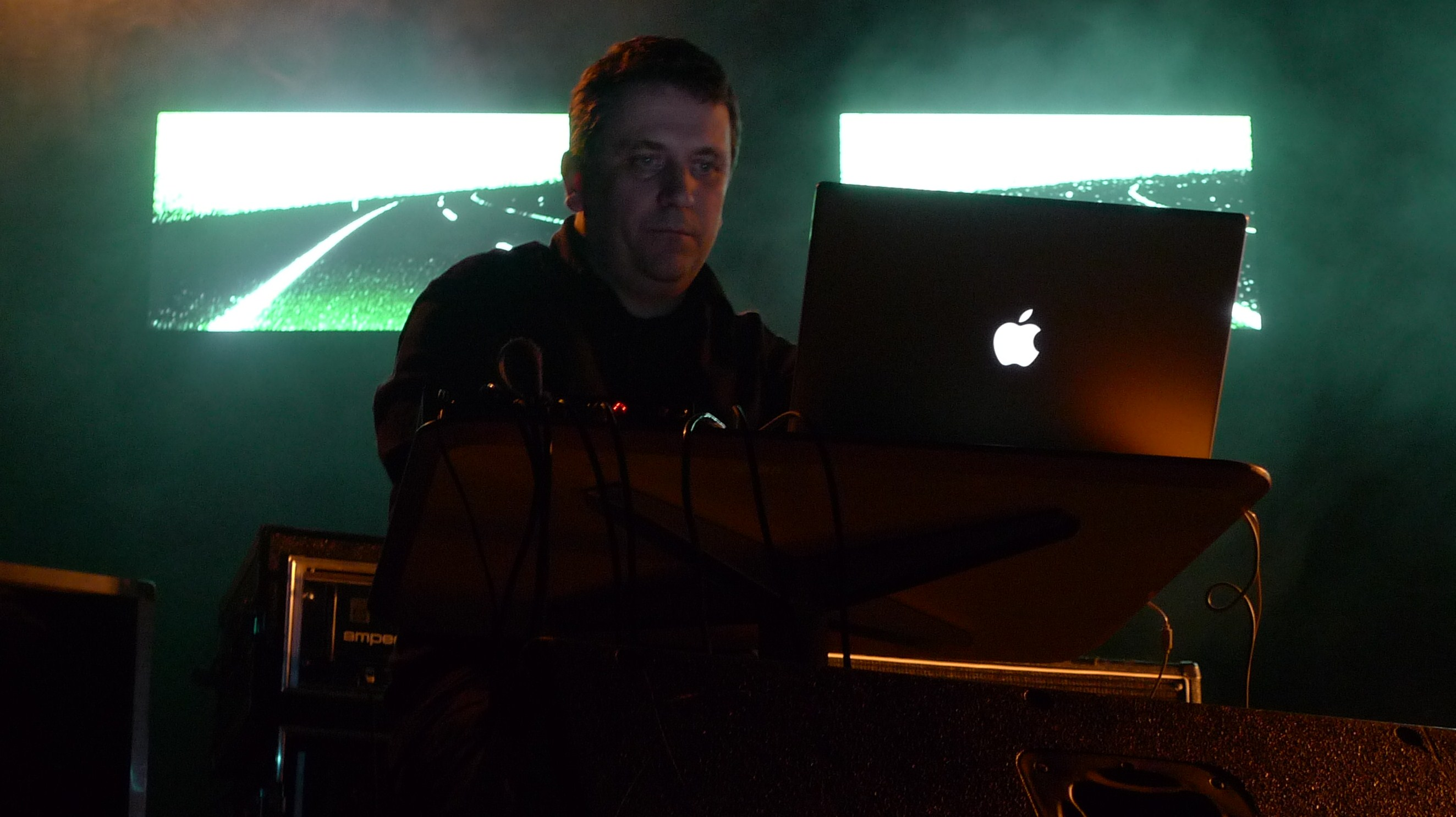
22. Juli: Peter Rehberg
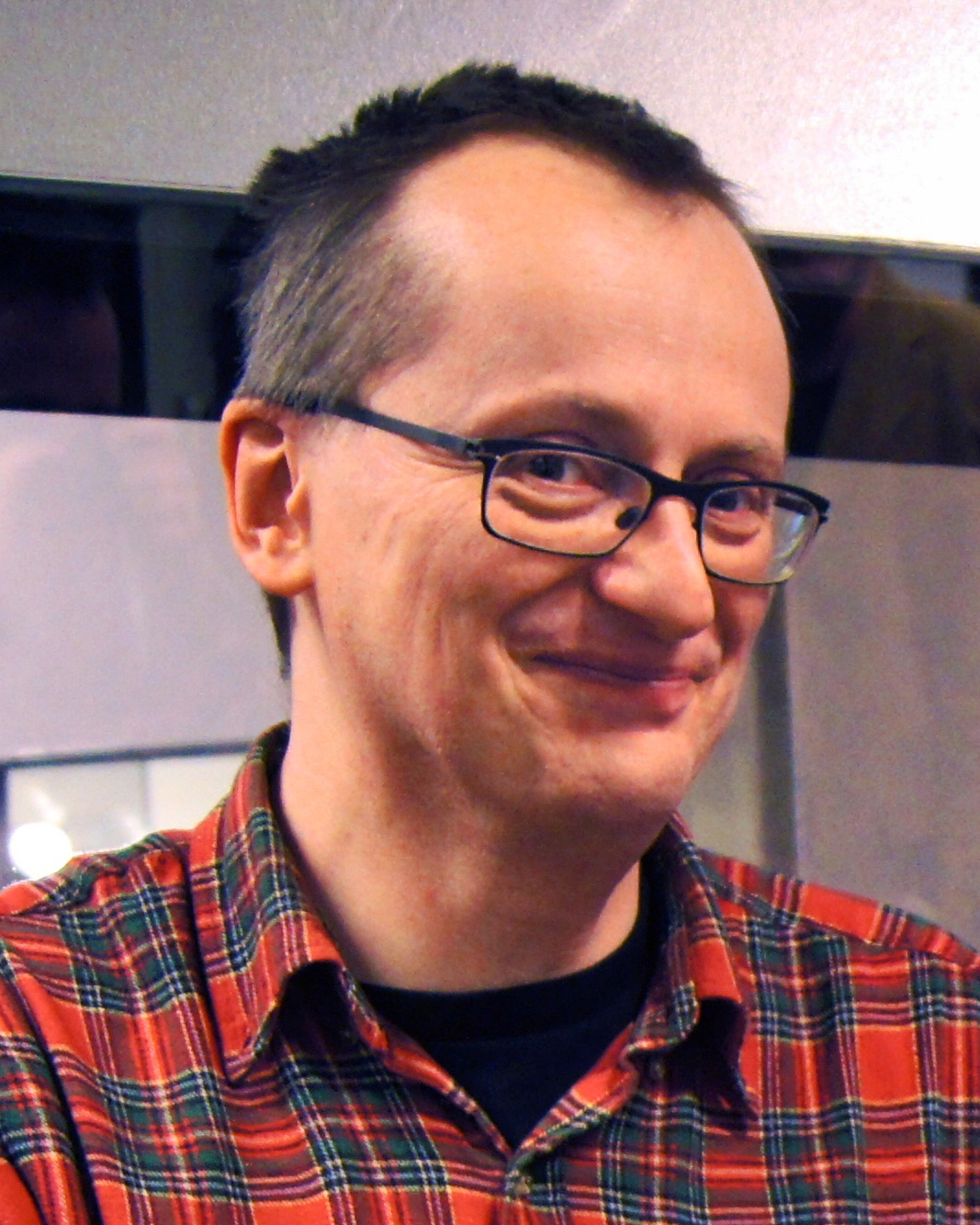
30. Juli: Martin Blumenau
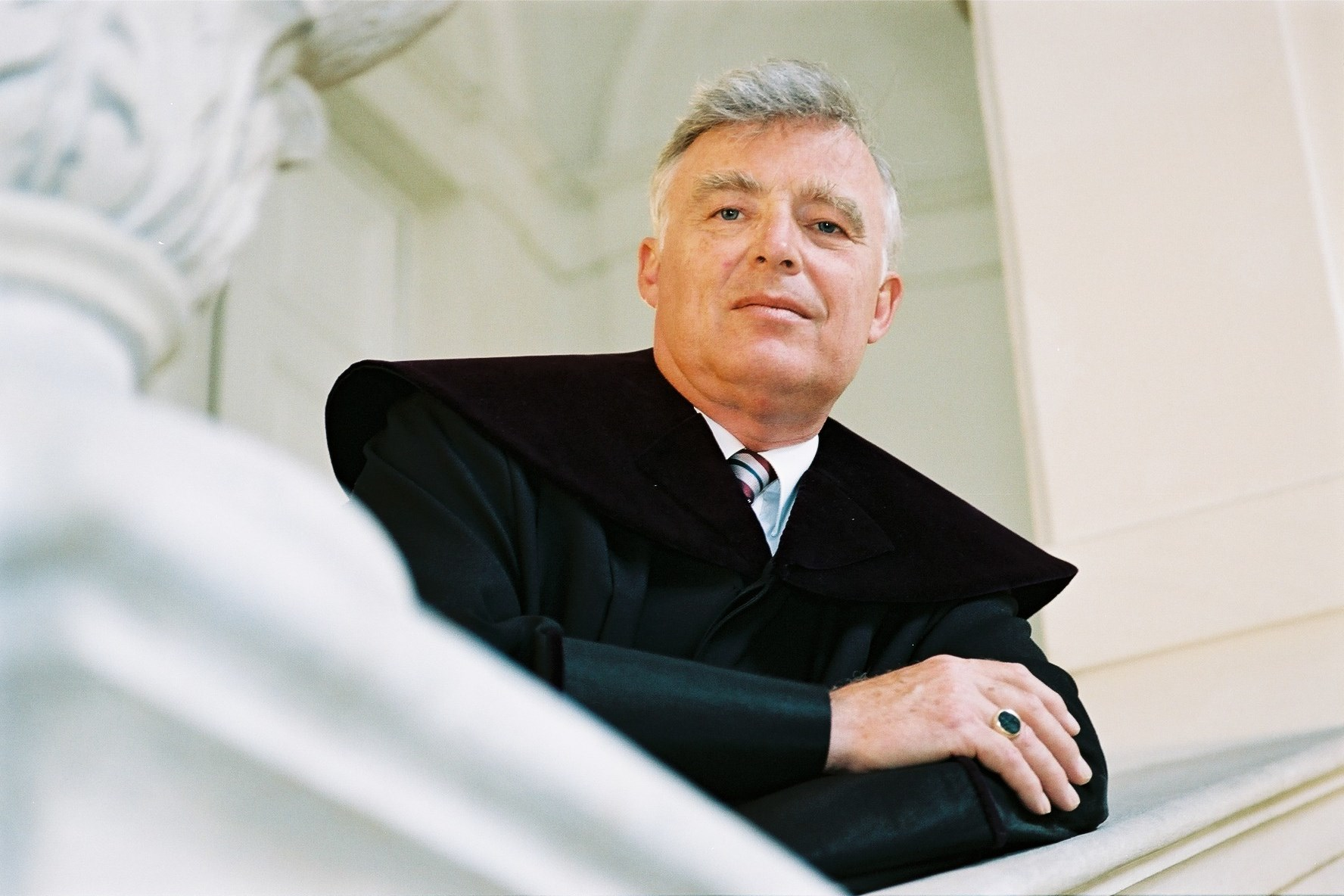
31. Juli: Herbert Haller
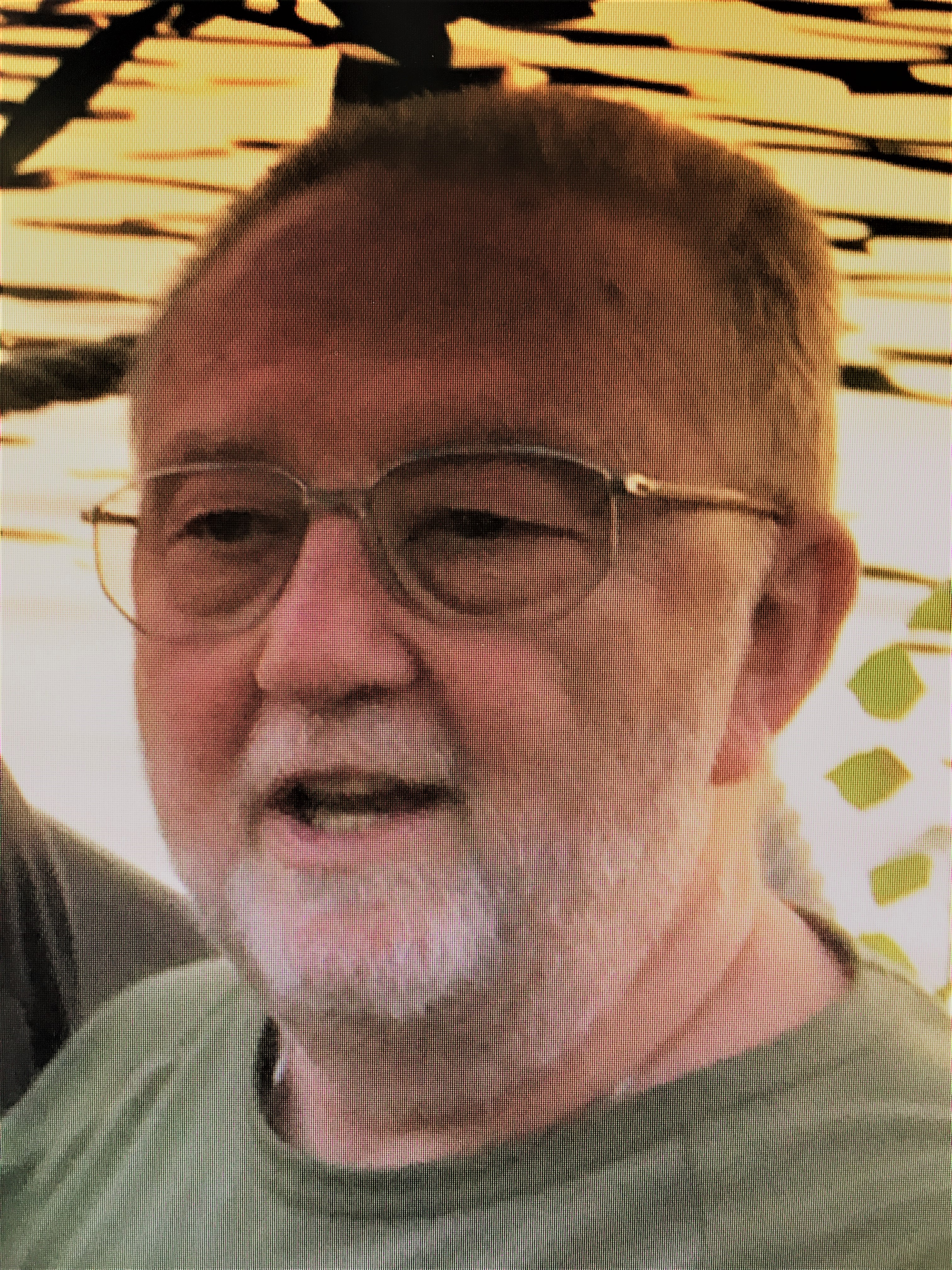
3. August: Wolf Harranth
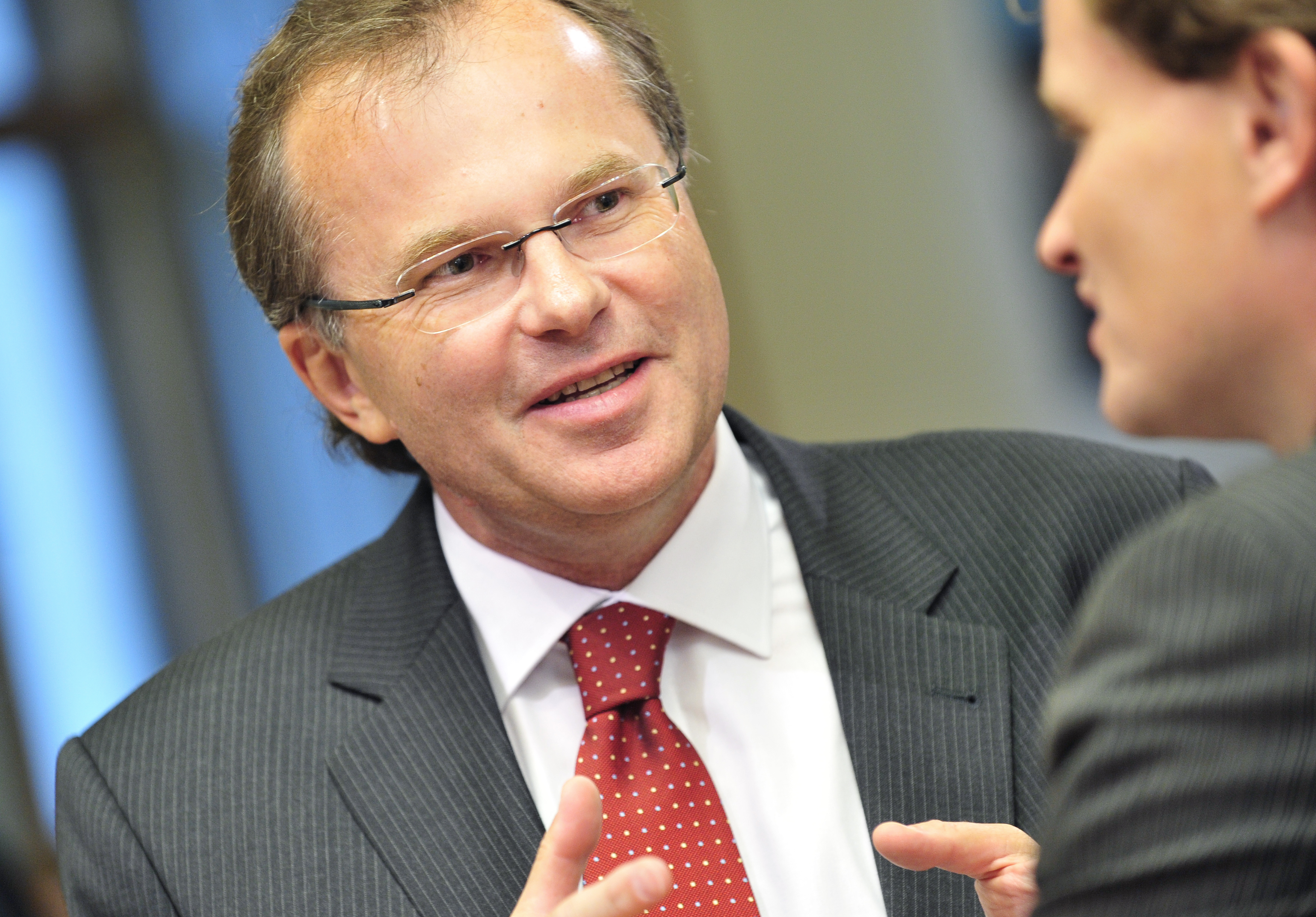
7. August: Günther Kräuter
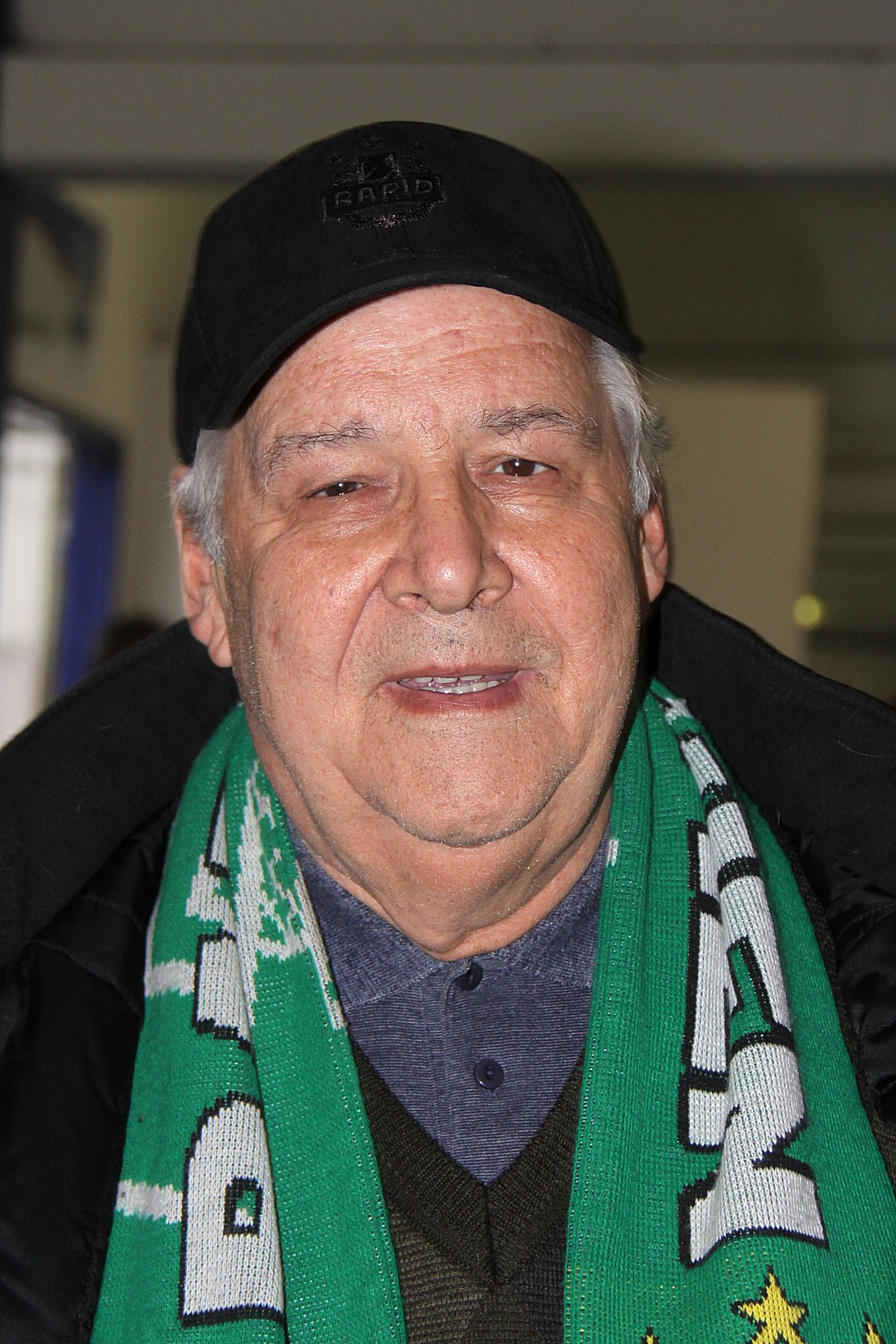
21. August: Rudolf Edlinger
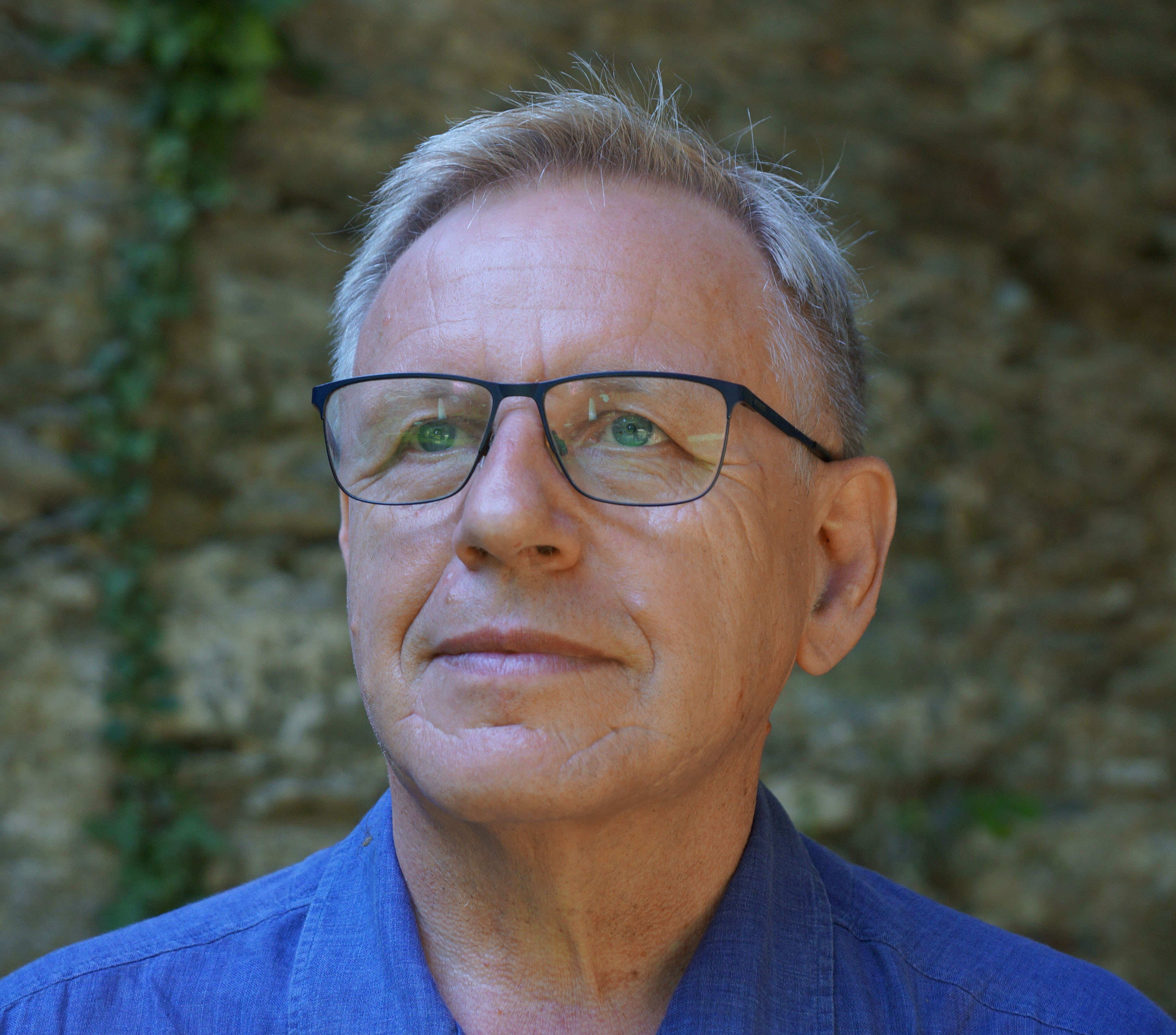
25. August: Arnulf Ploder
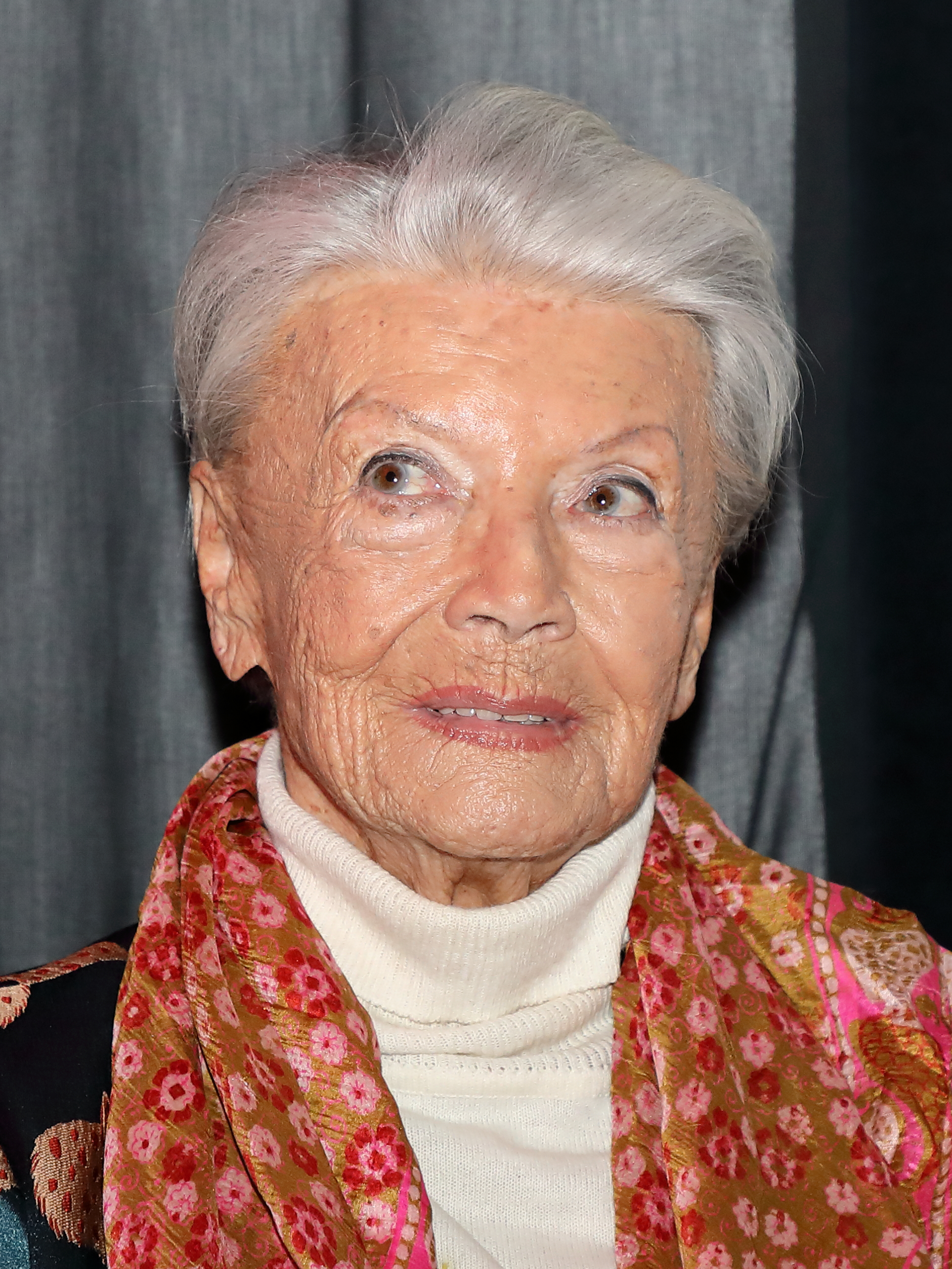
25. August: Zdenka Hartmann-Procházková
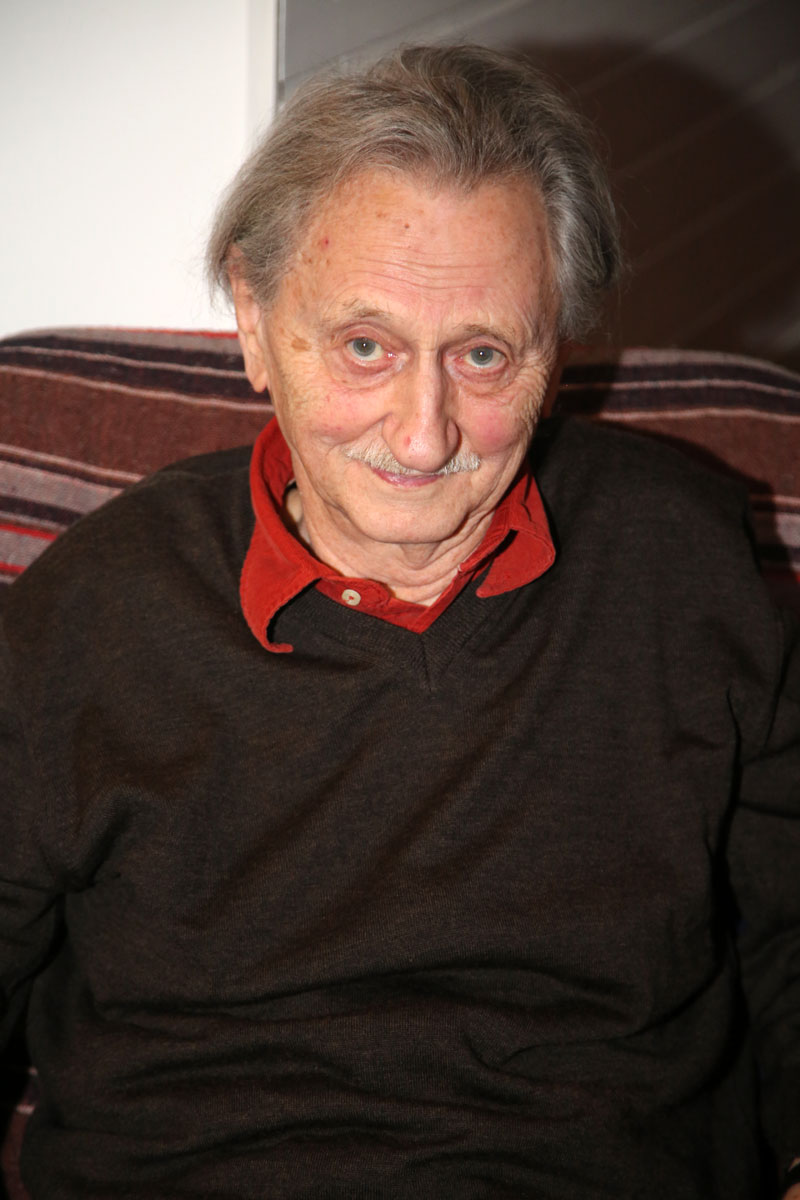
9. September: Ferry Radax
8. September: Wladimir Pantchev
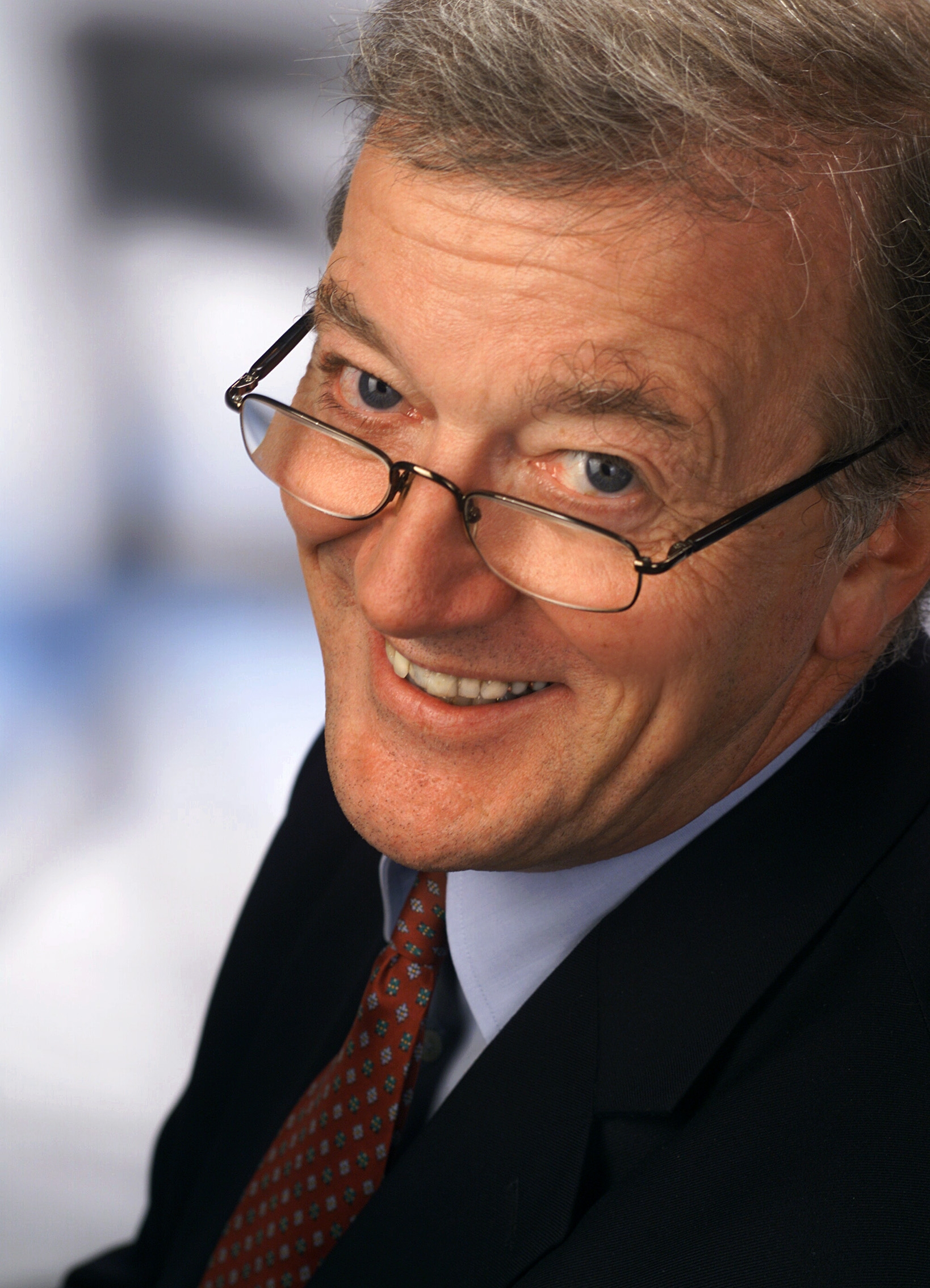
9. September: Caspar Einem
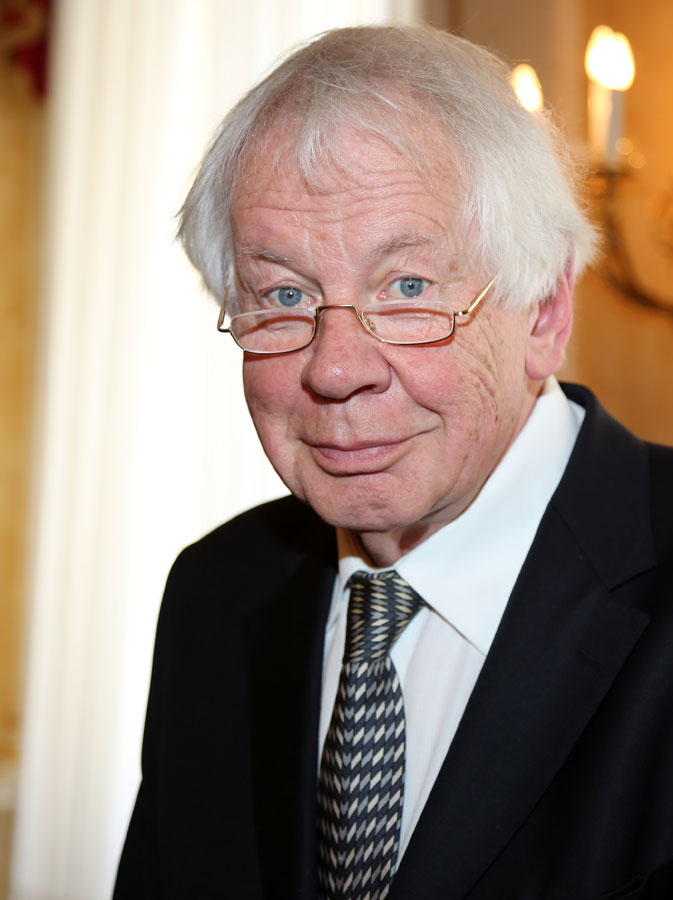
26. September: Peter Lodynski
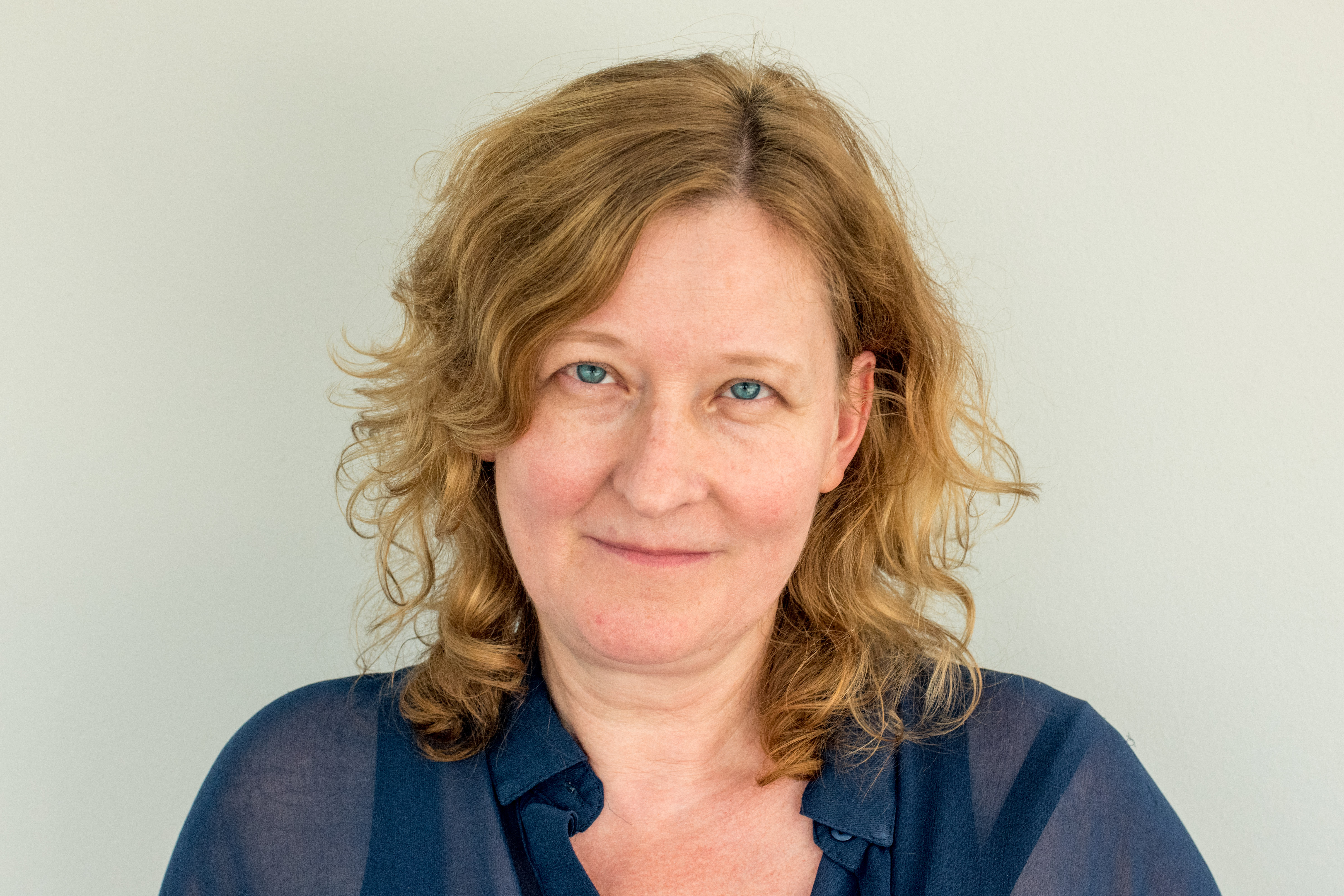
26. September: Ursula Wolschlager
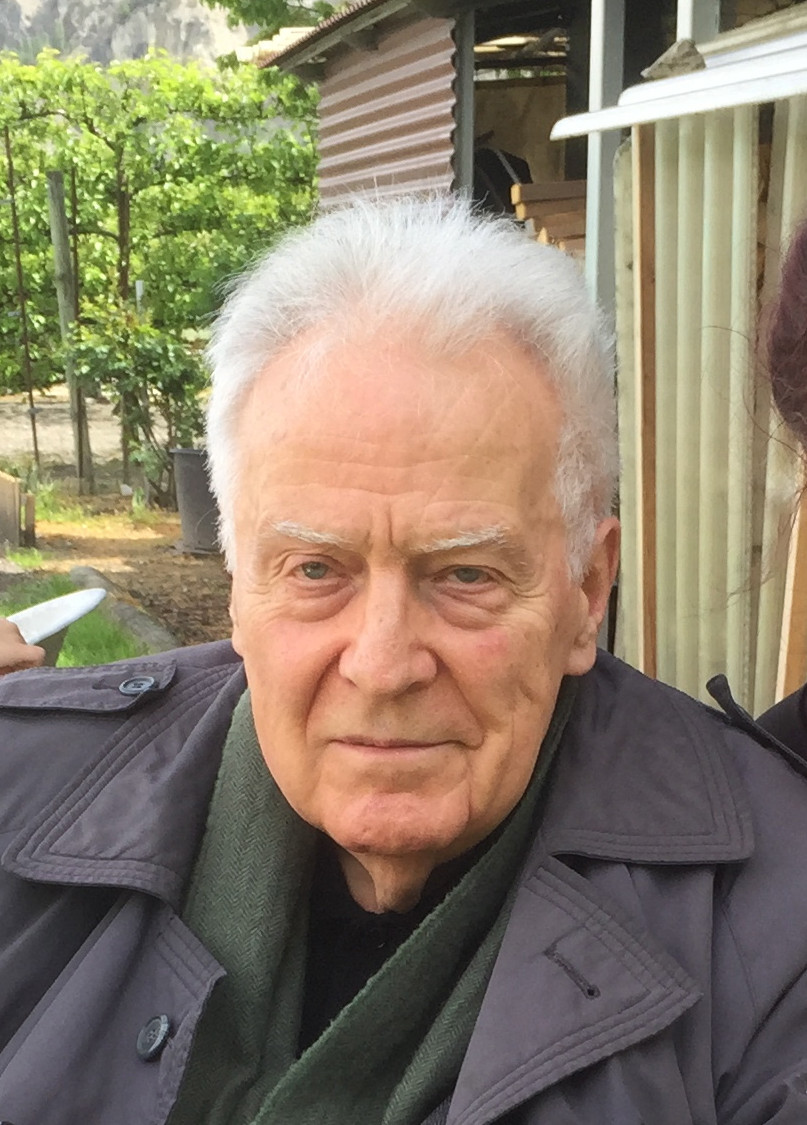
11. Oktober: Lukas David
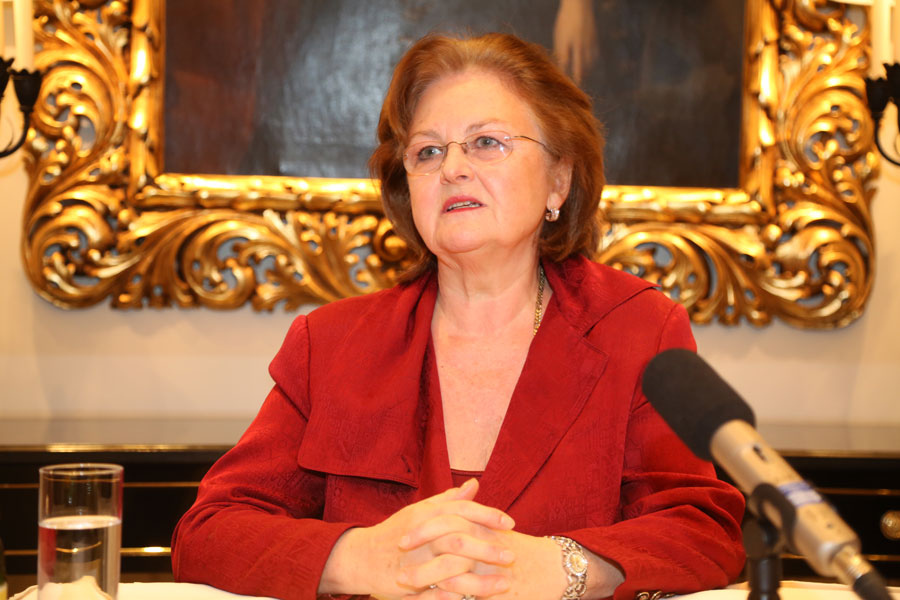
18. Oktober: Edita Gruberová
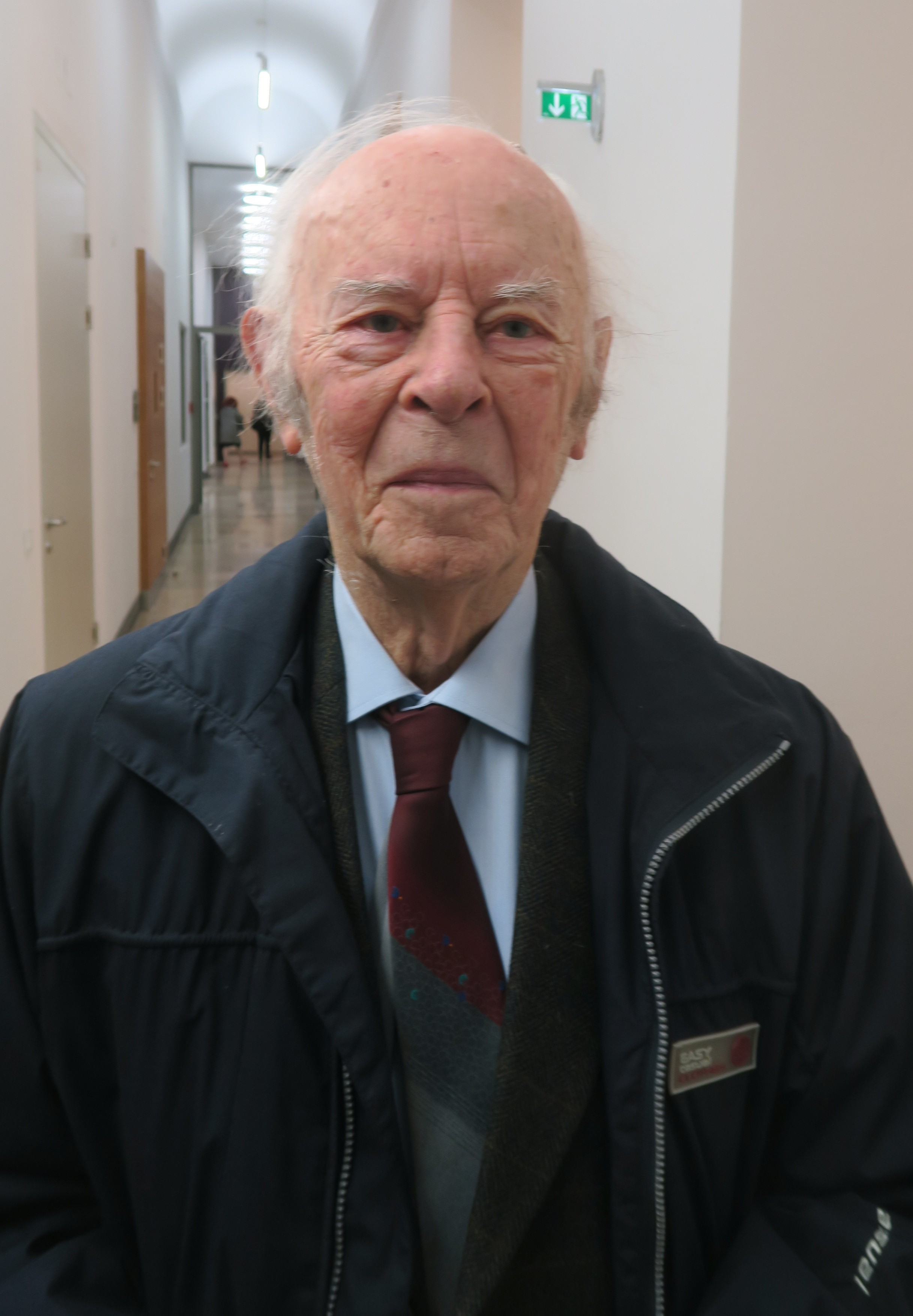
20. Oktober: Hans Haselböck
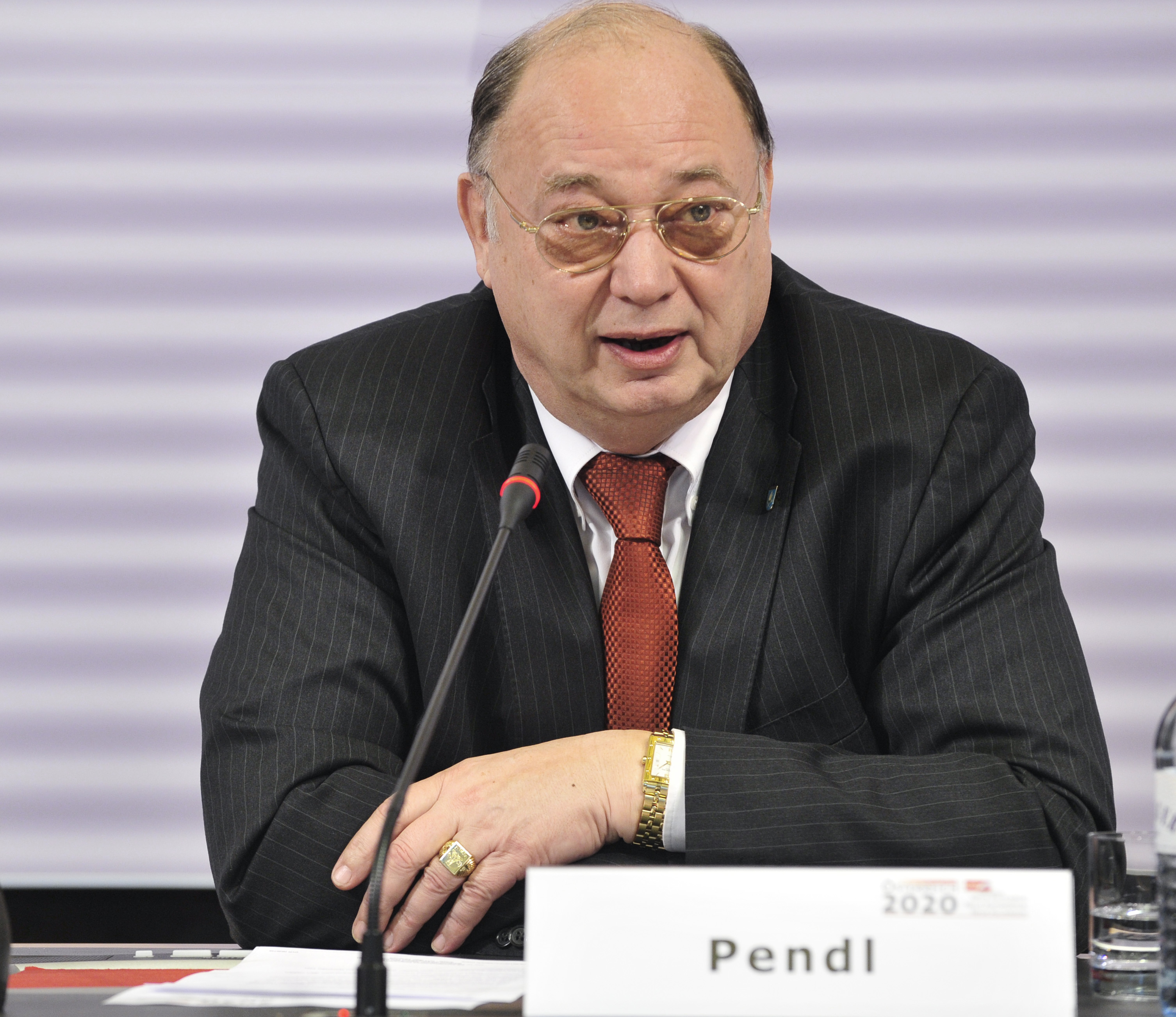
10. November: Otto Pendl
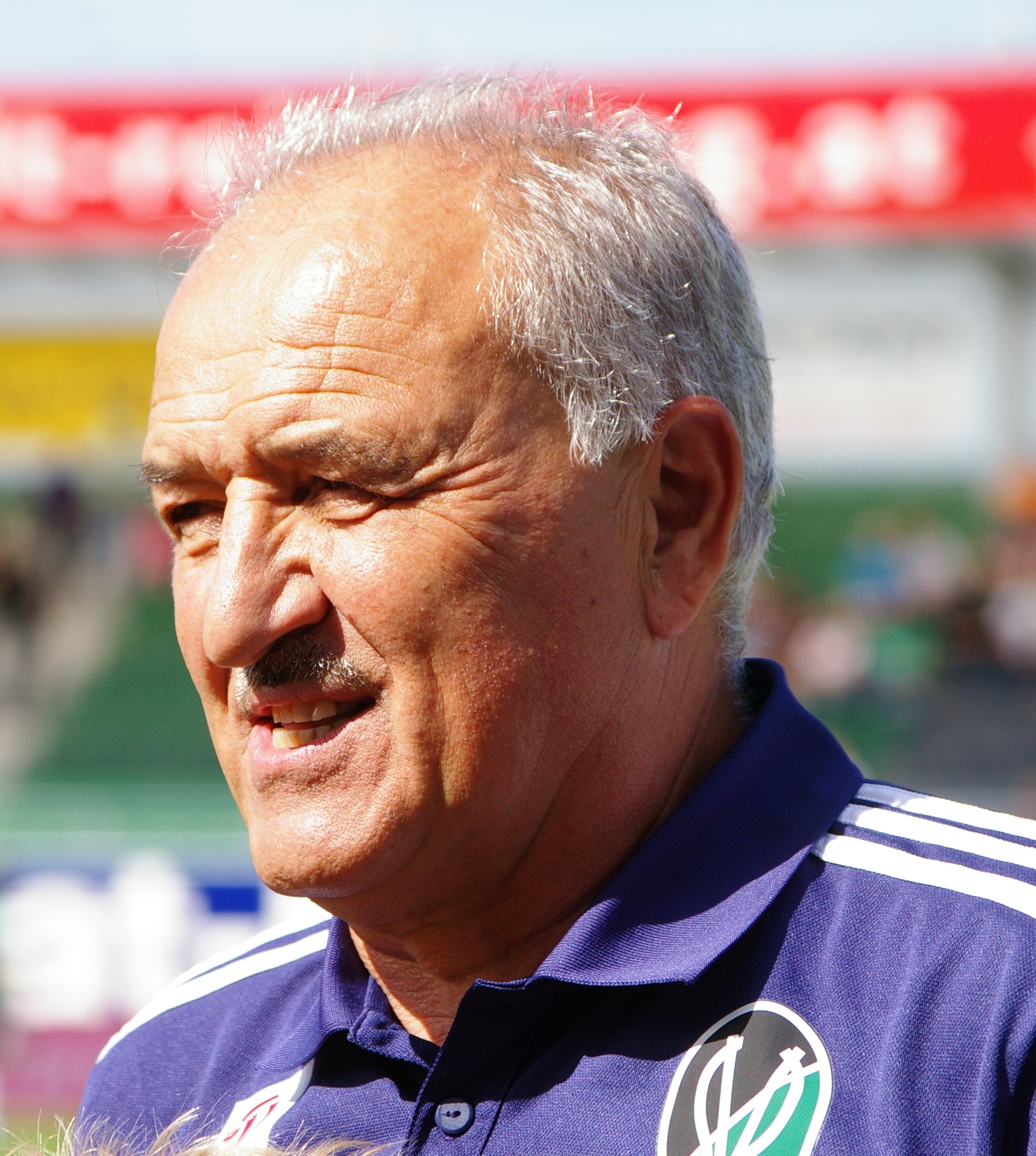
12. November: Paul Gludovatz
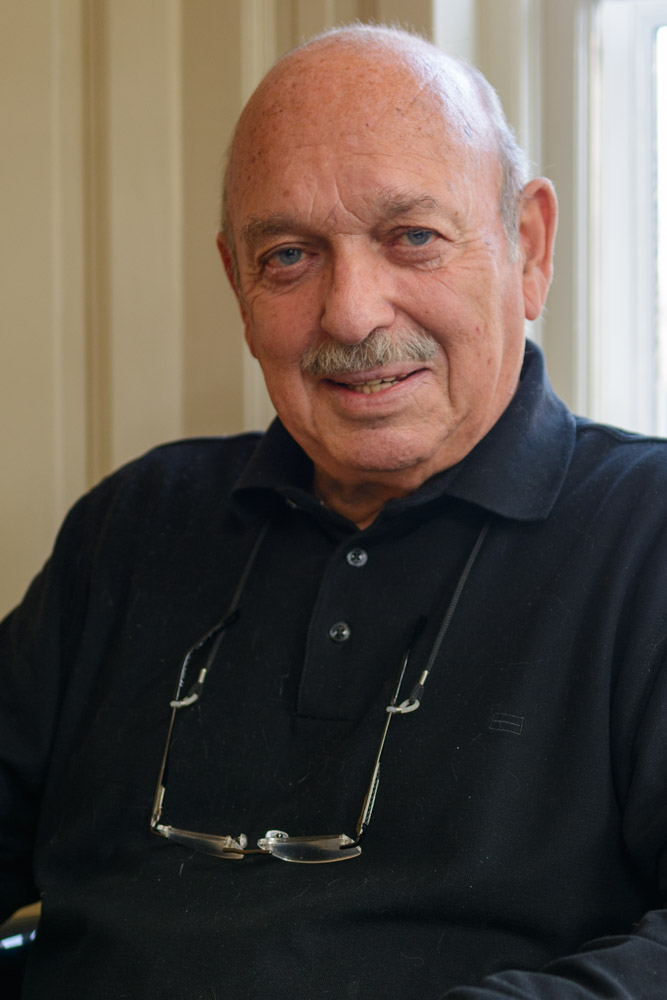
17. November: Fritz Gabriel Bauer
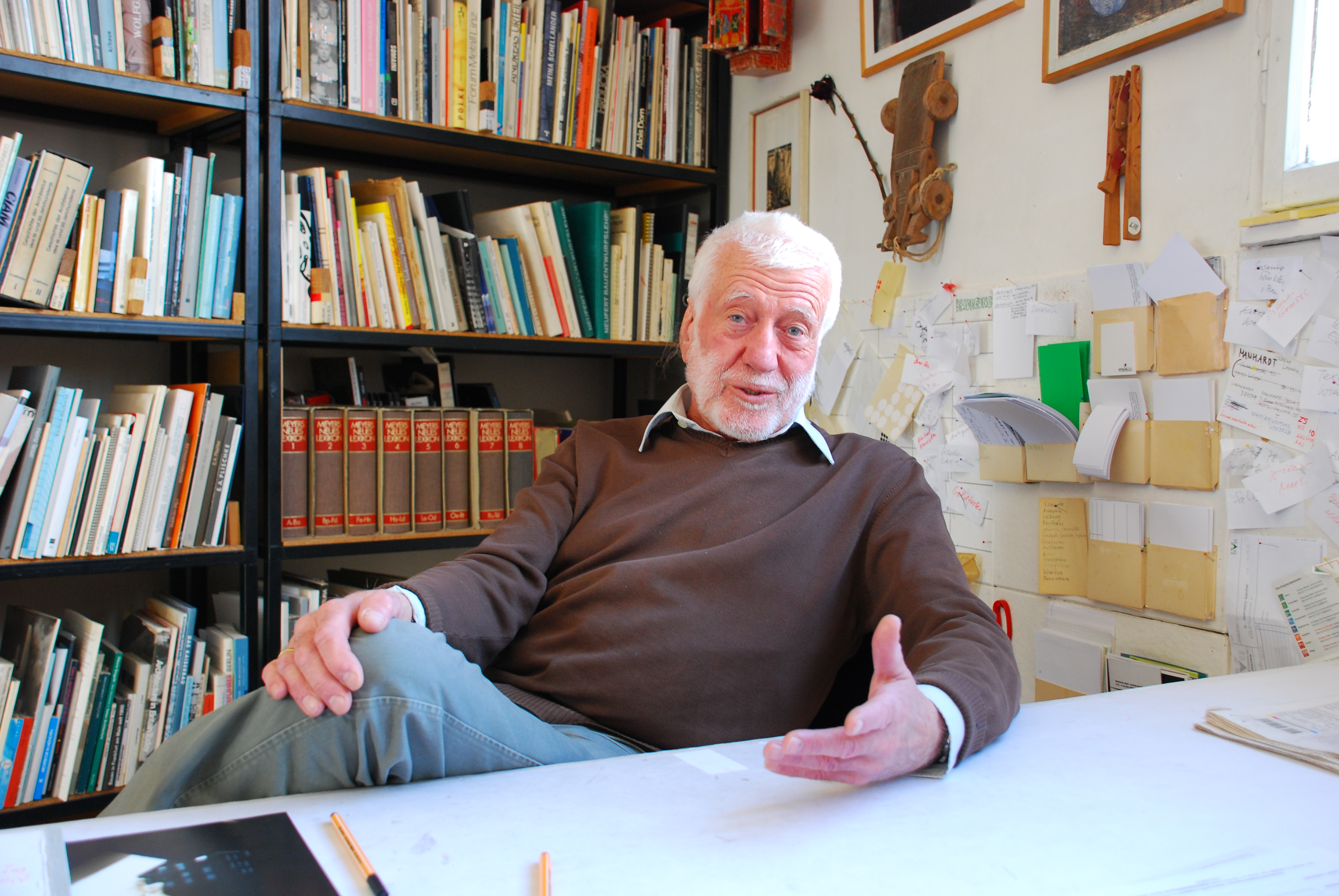
4. Dezember: Günther Feuerstein
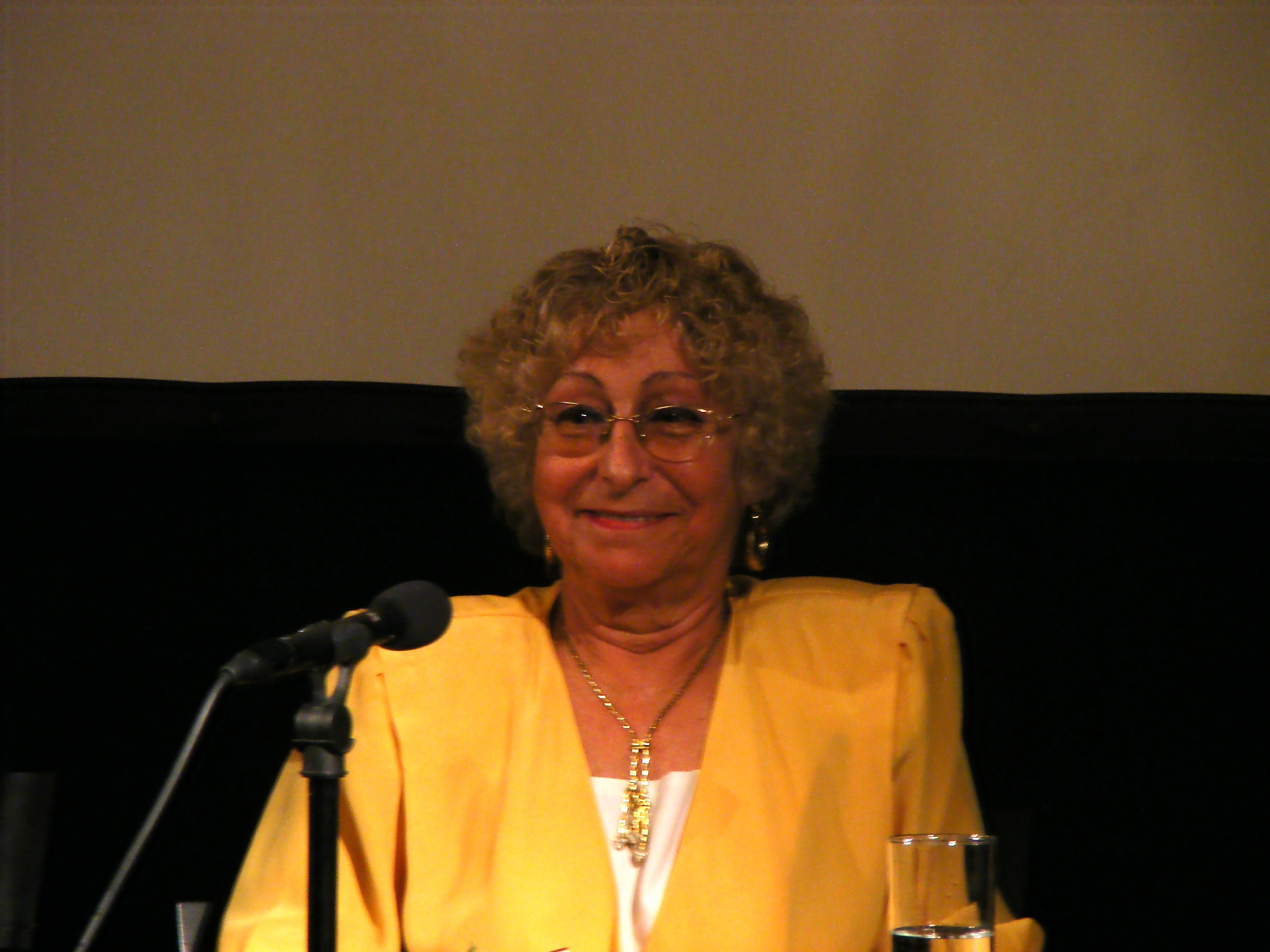
5. Dezember: Christine Haidegger
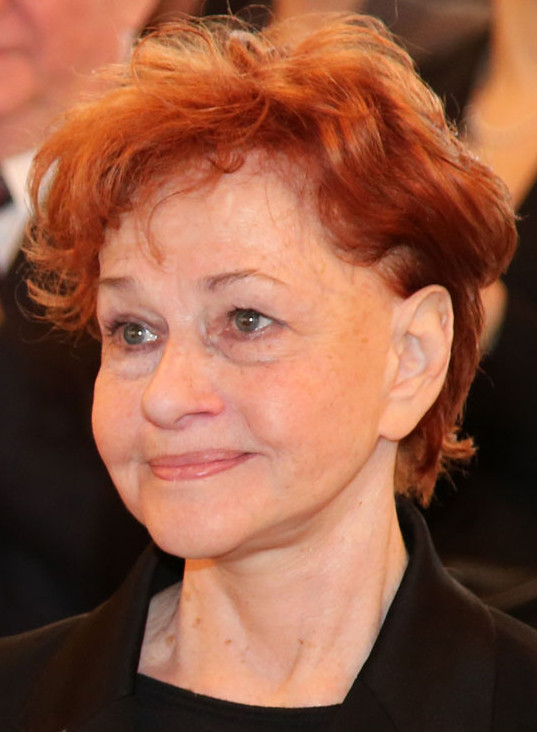
9. Dezember: Gertraud Jesserer
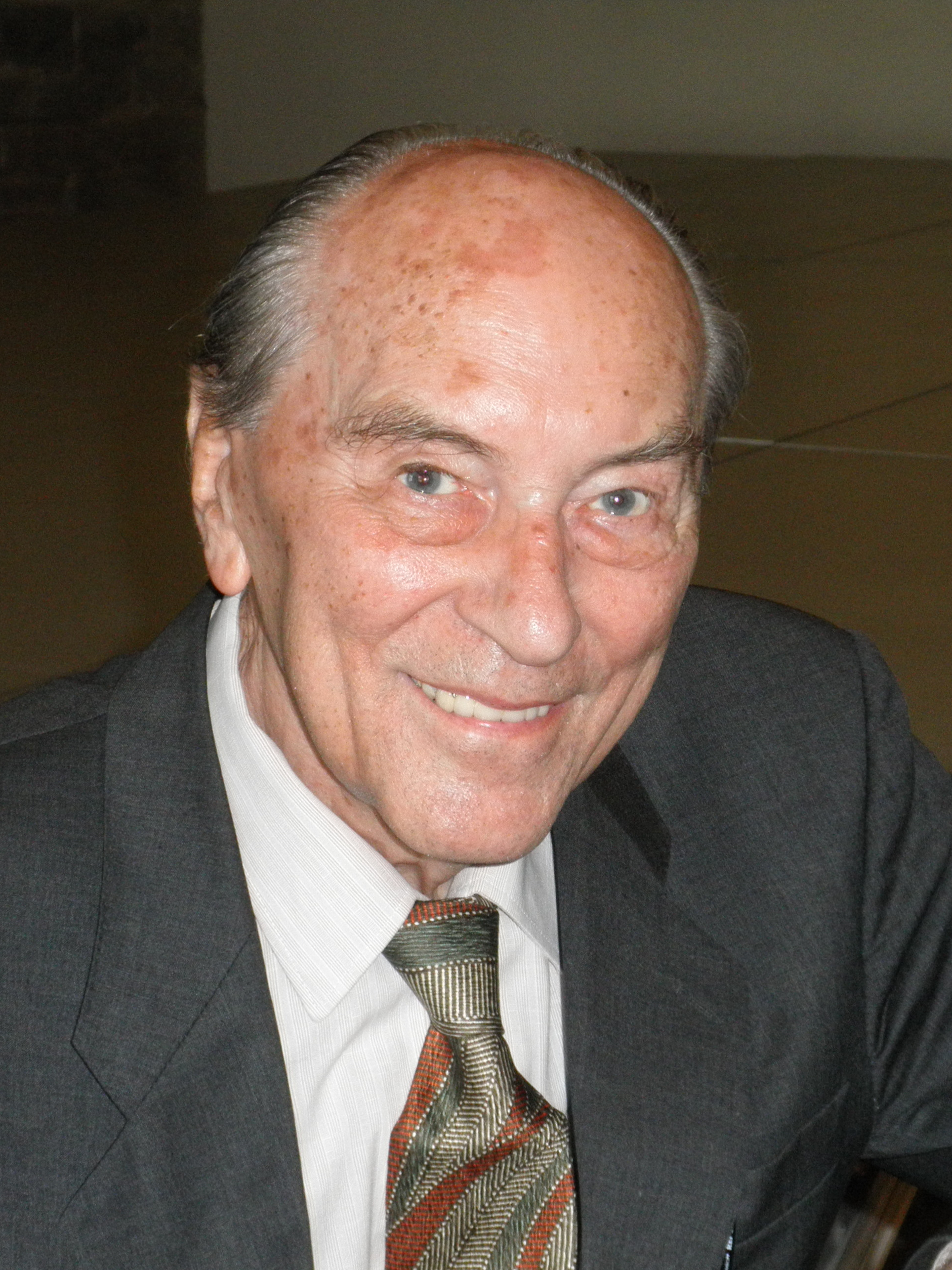
18. Dezember: Ludvík Armbruster
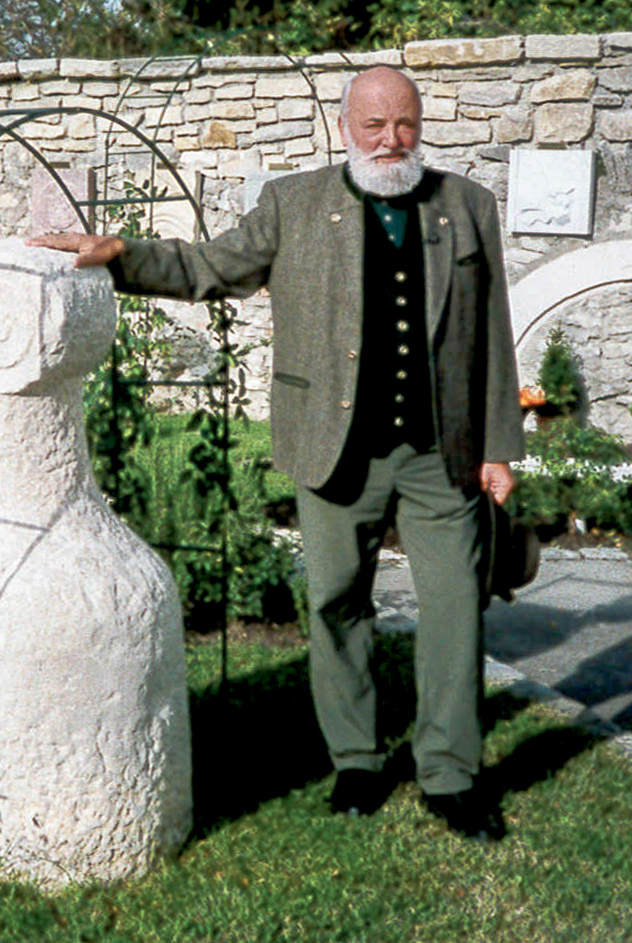
19. Dezember: Sepp Forcher